# Fear the Walking Dead
Fear the Walking Dead è una serie televisiva statunitense ideata da Robert Kirkman e Dave Erickson.
Si tratta di uno spin-off e di un prequel della serie televisiva The Walking Dead, basata sul fumetto omonimo di Robert Kirkman, Tony Moore e Charlie Adlard, trasmessa da AMC dal 23 agosto 2015 al 19 novembre 2023.

## Trama
Ambientata inizialmente a Los Angeles, la serie segue le vicende di una famiglia allargata che comprende la consulente scolastica Madison Clark, il fidanzato e insegnante Travis Manawa, il figlio tossicodipendente Nick, la figlia ambiziosa Alicia, l'ex moglie di Travis, Liza con il figlio Chris e la famiglia di Daniel Salazar emigrata da El Salvador, con la moglie Griselda e la figlia Ofelia alle prese con la caduta della civiltà a causa dell'inizio dell'apocalisse zombie.

## Episodi
| Stagione         | Episodi | Prima TV USA | Prima TV Italia |
| ---------------- | ------- | ------------ | --------------- |
| Prima stagione   | 6       | 2015         | 2016            |
| Seconda stagione | 15      | 2016         | 2016            |
| Terza stagione   | 16      | 2017         | 2017            |
| Quarta stagione  | 16      | 2018         | 2018            |
| Quinta stagione  | 16      | 2019         | 2020            |
| Sesta stagione   | 16      | 2020-2021    | 2021            |
| Settima stagione | 16      | 2021-2022    | 2022            |
| Ottava stagione  | 12      | 2023         | 2023-2024       |

## Personaggi e interpreti

### Personaggi principali
- Madison Clark (stagioni 1-4, 8; ospite: stagione 7), interpretata da Kim Dickens, doppiata da Alessandra Korompay.
È un'ex consulente di orientamento presso la Paul R. Williams High School. Madison è la madre di Nick e Alicia, e l'ex moglie di Steven Clark. È anche l'ex moglie dell'insegnante di inglese e collega a scuola, Travis Manawa. Successivamente, Madison diventa un membro residente e di alto rango della comunità di Broke Jaw Ranch con la sua famiglia, agendo come assistente personale di Troy Otto diventando il secondo in comandante della milizia. Qualche tempo dopo la distruzione della diga di Gonzalez, Madison incontra Althea e cambia atteggiamento, diventando il leader della comunità dello stadio di baseball Dell Diamond fino alla sua caduta. Sebbene si credesse che fosse stata uccisa durante un nobile sacrificio durante la caduta dello stadio dalla sua famiglia e dai suoi cari, Madison sopravvive miracolosamente al calvario e si unita a un misterioso gruppo noto come PADRE, dove divenne una collezionista, rapendo i bambini dai loro genitori e reinsediandoli in La comunità di PADRE per una presunta vita migliore. Dopo aver incontrato Morgan Jones e aver appreso il destino dei suoi stessi figli, Madison si unisce al gruppo e si dedica a rimediare ai suoi torti e ad abbattere PADRE. Dopo la sconfitta di Shrike, Madison diventa il nuovo leader di PADRE e cerca di ricostruirlo nel modo in cui doveva essere.
- Travis Manawa (stagioni 1-3), interpretato da Cliff Curtis, doppiato da Alberto Angrisano.
Prima dell'epidemia, era un insegnante di inglese di discendenza Māori, che ha divorziato dalla moglie Elizabeth Ortiz e ha dovuto affrontare il risentimento del figlio Chris. In seguito si sposerà, e divorzierà, con Madison Clark. Assieme a quest'ultima cercherà di aiutare il gruppo durante l'apocalisse, fino alla sua dipartita nel secondo episodio della terza stagione; dopo esser stato sparato, consapevole della sua imminente morte, decide di suicidarsi gettandosi da un elicottero, in modo che Alicia non dovesse ucciderlo una seconda volta prima della resurrezione.
- Nicholas "Nick" Clark (stagioni 1-4), interpretato da Frank Dillane, doppiato da Flavio Aquilone.
 È il primogenito di Madison e Steven Clark e il fratello maggiore di Alicia. Prima dell'epidemia verrà mandato dalla madre in riabilitazione, essendo un tossicodipendente, ma solo grazie alla morte della sua ragazza Gloria (il paziente zero) e l'inizio dell'apocalisse ci riuscirà. Si fidanzerà con una residente della comunità di Broke Jaw Ranch, Luciana Galvez, una relazione che durerà fino alla morte di Nick: avvenuta per mano di Charlie.
- Alicia Clark (stagioni 1-7; ospite: stagione 8), interpretata da Alycia Debnam-Carey, doppiata da Elena Perino.
È la secondogenita di Madison e Steven Clark, nonché sorella minore di Nick e l'ex fidanzata di Matt Sale; che morirà poco prima dello scoppio dell'apocalisse. A seguito delle perdite subite, nel corso delle stagioni diverrà un membro fondamentale per il gruppo, data la sua tenacia e la sua forza: proprio grazie a questa arriverà ad amputarsi l'avambraccio, dopo esser stata morsa da un vagante. L'infezione, purtroppo, è già in circolo e nonostante resisterà diversi mesi, in continua lotta con il virus, alla fine abbandonerà il gruppo, in modo da poter isolarsi prima della fine.
- Elizabeth "Liza" Ortiz (stagione 1; ospite: stagione 2), interpretata da Elizabeth Rodriguez, doppiata da Tatiana Dessi. È la madre di Christopher Manawa ed è divorziata dal suo ex marito, Travis Manawa. Dopo lo scoppio iniziale dell'epidemia, diventa un'infermiera per il National Guard Compound; durante la fine della prima stagione, mentre il gruppo sta cercando di fuggire dal complesso militare dalla mandria che era stata guidata da Daniel, uno dei vaganti riesce a morderla superficialmente al fianco. Il mattino seguente implorerà a Travis di spararle, ponendo fine alla sua agonia, e così sarà.
- Ofelia Salazar (stagioni 1-3), interpretata da Mercedes Mason, doppiata da Raffaella Castelli. È una sopravvissuta all'epidemia, unica figlia di Daniel e Griselda Salazar. Dopo la morte di sua madre e l'apparente perdita di suo padre, lascia il gruppo d'origine per unirsi a quello dei Black Hat Reservation. Morirà alla fine della terza stagione a seguito di un morso, poco prima di poter rincontrare suo padre, che la finirà e seppellirà.
- Christopher Manawa (stagioni 1-2) interpretato da Lorenzo James Henrie, doppiato da Gabriele Patriarca. È il figlio adolescente di Travis Manawa ed Elizabeth Ortiz. Prima dell'epidemia, era uno studente della St. George's Christian Academy. Muore alla fine della seconda stagione per mano di Brandon e Derek, che gli spareranno un colpo in testa.
- Daniel Salazar (stagioni 1-3; 5-8), interpretato da Rubén Blades, doppiato da Saverio Moriones. È il marito di Griselda e il padre di Ofelia. Dopo un'esperienza di pre-morte, Daniel diventa l'ufficiale capo della sicurezza di Lola Guerrero alla diga di Gonzalez. Alcuni anni dopo, Daniel si riunisce con Victor Strand e, sebbene inizialmente cauto, alla fine lo aiuta a salvare il resto del suo gruppo.
- Victor Strand (ricorrente: stagione 1; regolare: stagioni 2-8), interpretato da Colman Domingo, doppiato da Enrico Di Troia.
Prima dello scoppio, era un truffatore che ha incontrato e si è innamorato di Thomas Abigail. Dopo la caduta della società, Strand viene imprigionato dalla Guardia Nazionale e trova un improbabile amico in Nick Clark. Dopo che i due sono fuggiti dal complesso, Strand offre alla sua famiglia e ai suoi amici la possibilità di sopravvivere a bordo del suo yacht personale, l'Abigail.
- Luciana Galvez (ricorrente: stagione 2; regolare: stagioni 3-8), interpretata da Danay García, doppiata da Ilaria Latini.  Luciana era residente a La Colonia, dove era una combinazione di reclutatrice e fornitrice per la comunità.
- Troy Otto (stagioni 3, 8), interpretato da Daniel Sharman, doppiato da Simone Veltroni.
È il figlio più giovane di Jeremiah e Tracy, il fratellastro di Jake e l'ultimo membro sopravvissuto della sua famiglia fino alla sua morte, avvenuta per mano di Madison Clark. Troy è anche un ex membro di alto rango della comunità di Broke Jaw Ranch prima di essere esiliato.
- Jeremiah Otto (ospite: stagione 2; regolare: stagione 3), interpretato da Dayton Callie, doppiato da Ennio Coltorti.
È stato sposato due volte e ha due figli di nome Jake e Troy. Era un membro fondatore del gruppo di sopravvissuti, noti anche come "preppers", che si stavano preparando per quella che vedevano come l'inevitabile caduta del governo e crearono quello che divenne il campo al Broke Jaw Ranch.  Viene ucciso da Nick.
- Lola Guerrero (stagione 3), interpretata da Lisandra Tena.
È una donna che appartiene alla comunità sviluppatasi nella diga Gonzales. Nel vecchio mondo, Lola Guerrero lavorava per il servizio idrico Poragua, responsabile del trattamento dell'acqua nella diga di Gonzalez fuori Tijuana e della distribuzione dell'acqua in tutta la città e dintorni. Dopo aver scoperto il cadavere di Efraín Morales, esce sulla diga e spara a diversi Proctor prima di essere colpita alla schiena e alla testa da Proctor John.
- Althea "Al" Szewczyk-Przygocki (stagioni 4-7), interpretata da Maggie Grace, doppiata da Chiara Gioncardi.
Prima dello scoppio, è diventata giornalista per intervistare diverse persone e documentare le loro storie personali. Dopo l'inizio dell'epidemia, ha deciso di continuare a intervistare sopravvissuti casuali per onorare la morte di suo fratello e per il futuro della civiltà. Ad un certo punto, Al ha incontrato Isabelle, un soldato smarrito per una misteriosa organizzazione, e ha sviluppato una breve relazione romantica con lei. Dopo l'esplosione nucleare, Al ha avuto un breve confronto con una squadra di recupero del CRM prima di lasciare il Texas con Isabelle per proseguire la loro relazione in fuga.
- John Dorie (stagioni 4-6), interpretato da Garret Dillahunt, doppiato da Sergio Lucchetti.
È un cowboy alla ricerca di una sua amica nel mondo apocalittico. Prima dello scoppio, era un agente di polizia che si è ritirato in una capanna per isolarsi dalla società dopo aver sparato a un criminale. Ad un certo punto, ha incontrato June e si è innamorato di lei prima che lei lo abbandonasse. Qualche tempo dopo, abbandona la sua capanna per iniziare il suo lungo viaggio alla ricerca della persona amata, incrociando infine la strada con Morgan Jones. Era un membro del gruppo fino a quando la carovana non fu divisa con la forza e reinsediata nei vari insediamenti della Virginia dove prestò servizio come ranger, e in seguito membro del consiglio inter-insediamento nella città di Lawton prima della sua partenza. Diventando depresso in seguito alla sua separazione da June, fu infine assassinato da Dakota dopo aver scoperto che era l'assassina a cui stava dando la caccia a Lawton.
- Morgan Jones (stagioni 4-8), interpretato da Lennie James, doppiato da Paolo Marchese.
È il marito di Jenny, il padre di Duane e l'ultimo membro sopravvissuto conosciuto della sua famiglia. Dopo la guerra contro i Salvatori, ha lasciato la Virginia e si è recato in Texas, per allontanarsi dalla gente e ritrovare se stesso, iniziando infine un nuovo viaggio nella sua vita e lasciando il passato. Dopo aver trovato un nuovo scopo nella vita aiutando i bisognosi con l'aiuto del suo gruppo, Morgan non ha altra scelta che dividere il suo gruppo e fondersi con i Pionieri per mantenere in vita gli altri. Colpito da Virginia e lasciato per morto, Morgan è ritenuto morto dal suo gruppo, sebbene venga salvato da un sopravvissuto sconosciuto, dandogli l'opportunità di guarire e alla fine liberare i suoi amici dal controllo di Virginia. Dopo la sconfitta di Virginia, Morgan stabilisce una nuova casa per il suo gruppo e affronta una nuova minaccia. Nonostante i suoi migliori sforzi, il culto guidato da Teddy riesce a lanciare dieci testate nucleari, fratturando ancora una volta il gruppo di Morgan. Morgan sta quasi per rinunciare alla vita, ma alla fine decide di continuare a vivere con la figlia di Rachel e Grace, mentre sopravvivono insieme all'interno della USS Pennsylvania. Mentre il conflitto con Victor Strand si intensifica, Morgan prende la piccola Mo e lascia il Texas per trovare una nuova casa sicura per sua figlia. In Louisiana, Mo viene rapito e portato a PADRE dalla creduta morta Madison Clark, costringendo Morgan ad allearsi con Madison per salvare sua figlia e fermare PADRE. Sette anni dopo, dopo aver riavuto Mo, perso Grace, sconfitto PADRE e finalmente fatto pace con i suoi demoni, Morgan decide di tornare ad Alexandria con Mo e di cercare il suo vecchio amico, Rick Grimes
- June Dorie / Naomi / Laura (stagioni 4-8), interpretata da Jenna Elfman, doppiata da Rachele Paolelli.
June Dorie, precedentemente conosciuta con gli alias Naomi e Laura , conosciuta anche come Blue Jay in PADRE, Ad un certo punto, ha incontrato John Dorie (che l'ha soprannominata "Laura") e si è innamorata di lui prima di scappare per paura dell'attaccamento emotivo.  Successivamente, June divenne un residente della comunità Dell Diamond Baseball Stadium fino alla sua caduta, e in seguito un membro degli Avvoltoi fino alla morte del loro leader Melvin. June poi si riunisce con John e decide di dedicarsi nuovamente alle relazioni. Era un membro del gruppo di Morgan fino a quando la carovana non fu divisa con la forza e reinsediata nei vari insediamenti della Virginia. June è stata successivamente trasferita a Lawton come ricompensa per il lavoro di John come ranger, dove ha prestato servizio come infermiera in città. Dopo la morte del marito e di Virginia, June ha lasciato Valley Town per costruire il proprio ospedale. Dopo essere entrato a far parte di PADRE, June ha iniziato a eseguire esperimenti su una potenziale cura per l'infezione attiva del virus Wildfire utilizzando le radiazioni. Sebbene abbia avuto successo nel fermare l'infezione dai morsi stessi, il trattamento di June è stato fatale per i suoi soggetti di prova, spingendo June a fuggire da PADRE e diventare una canaglia fino a quando non è stata costretta a tornare al suo lavoro anni dopo. Prima dell'inizio dell'epidemia, era un'infermiera di terapia intensiva, aveva una figlia, di nome Rose, ed era sposata. Durante il suo periodo di lavoro in ospedale, ha visto abbastanza vittime di incidenti automobilistici e ictus per iniziare a dire chi sarebbe sopravvissuto e chi non sarebbe sopravvissuto alle ferite.
- Charlie (ricorrente: stagione 4; regolare: stagioni 5-8), interpretata da Alexa Nisenson, doppiata da Arianna Vignoli.
È un'orfana che è stata salvata e addestrata a sopravvivere dai fratelli Ennis e Mel, unendosi al loro gruppo, gli Avvoltoi. Alla fine Charlie fu portata a vivere nell'insediamento di Dell Diamond per agire come spia. Dopo la sconfitta degli Avvoltoi, divenne un membro del gruppo di Morgan. Charlie è una giovane orfana tranquilla e introversa e raramente interagisce con persone che non le sono vicine. Come conseguenza della sua depressione, ha una bassa autostima e pochissimo desiderio di autorealizzazione, apparendo apatica e distante da coloro che la circondano. Dipende in gran parte dalle sue figure genitoriali, verso le quali mostra estrema lealtà al punto da uccidere coloro che vorrebbero far loro del male. Tuttavia, non le piace uccidere e mostra un estremo rimorso per l'omicidio di Nick. Non si sa nulla della vita di Charlie prima o all'inizio dell'epidemia, tranne che è nata nel 2001 e ha frequentato la scuola, la sua materia preferita era la musica e il suo cibo preferito era la pizza. Aveva anche una madre e un padre.
- Grace Mukherjee (stagioni 5-8) interpretata da Karen David.
Grace Mukherjee, conosciuta anche come Heron in PADRE è un'ex lavoratrice di una centrale elettrica ed è stata una delle tante persone che cercavano di mantenere la corrente in tutto il paese. Tuttavia, Grace non è stata in grado di rendersi conto che l'energia non era necessaria e traboccante, provocando lo scioglimento di un reattore. Grace tenta di rimediare ai suoi torti eliminando gli zombie radioattivi per proteggere gli altri sopravvissuti ed espiare ciò che ha fatto. Dopo essere sfuggita al secondo crollo della centrale elettrica, si è unita al gruppo di Morgan e ne è stata un membro fino a quando il gruppo non è stato incorporato con la forza nei Pionieri. In seguito, Grace fu imprigionata da Virginia a Lawton, per impedire a Morgan di trovarla. Dopo la caduta di Virginia, Grace si riunì a Morgan e si unì a Valley Town. Quando suo figlio è morto alla nascita, Grace si è allontanata da Morgan. Dopo il lancio delle testate nucleari da parte di Teddy, Grace ha quasi rinunciato alla vita ma ha deciso di continuare a vivere con la figlia di Morgan e Rachel, visto che sopravvivono insieme sulla USS Pennsylvania . Successivamente fa un accordo per lavorare per Victor Strand in cambio della sicurezza di Morgan, anche se questo va in pezzi con la distruzione della Torre di Strand. Sette anni dopo la caduta della Strand's Tower, Grace lavora come ingegnere radiofonico per PADRE e mantiene reciprocamente le distanze da Morgan per la maggior parte del tempo per evitare che quanto tengono l'uno all'altro venga scoperto e quindi usato contro di loro. La coppia ha anche rinunciato a Mo nella speranza che lei abbia una vita migliore sull'isola. Tuttavia, la fuga di Mo da PADRE riunisce la famiglia, così come la rivelazione che Grace è ora malata terminale, la sua precedente esposizione alle radiazioni finalmente la raggiunge sotto forma di cancro. Tragicamente, questa riunione di famiglia non dura a lungo poiché Grace viene morsa da uno zombie mentre protegge sua figlia e muore dopo un tentativo fallito di salvare la vita di Grace con June. Dopo aver finalmente fatto pace con le sue perdite, Morgan seppellisce Grace nel cimitero di Eastman prima di tornare con Mo ad Alexandria e gli amici che si era lasciato alle spalle.
- Sarah Rabinowitz (ricorrente: stagioni 4-5; regolare: stagioni 6-7), interpretata da Mo Collins, doppiata da Sabrina Duranti.
È la sorella adottiva di Wendell e ha prestato servizio come marine statunitense prima dell'epidemia. Dopo l'incontro tra lei e Wendell con Morgan Jones, entrambi cambiano i loro modi egoistici e decidono di aiutare i bisognosi. Era un membro del gruppo di Morgan fino a quando la carovana non fu divisa con la forza e reinsediata nei vari insediamenti della Virginia.  Come risultato del forzato scioglimento, Sarah fu separata da Wendell e messa a lavorare come guardia del corpo e assistente per June sotto l'autorità di Virginia. Dopo la caduta di Virginia, Sarah si riunì brevemente a Wendell. Dopo il lancio delle testate nucleari da parte di Teddy, Sarah, insieme a Jacob, Wes, Daniel e Luciana sfuggirono per un pelo alla distruzione con l'assistenza di un alleato. Dopo essersi svegliata da un profondo stato di incoscienza, Sarah ha cercato di trovare suo fratello in un Texas ormai devastato. Dopo avere rubato un camion lei e Wendell incontrano Morgan e vogliono raggiungere Alexandria.
- Wes (stagioni 5-7) interpretato da Colby Holmann.
Era un membro del gruppo di Morgan fino a quando la carovana non fu divisa con la forza e reinsediata nei vari insediamenti della Virginia, dove prestò servizio come produttore di carburante a Tank Town. Dopo che le bombe nucleari hanno cambiato gran parte del panorama del Texas, Wes si è riunito con i membri del gruppo di Morgan prima di disertare e unirsi alla Torre di Strand. Viene ucciso da Strand che lo trafigge al petto.
- Dakota (stagione 6), interpretata da Zoe Colletti, doppiata da Sara Labidi.
È un ex membro dei Pioneers ed è la figlia del leader del gruppo, Virginia. Dopo la morte di sua madre, Dakota è diventata un membro del gruppo di Morgan finché non ha trovato un nuovo scopo nella vita e ha deciso di unirsi a un culto del giorno del giudizio. Esteriormente, Dakota sembra essere una ragazza dolce ma ribelle che ha paura di sua sorella a causa dei suoi modi omicidi. Quando Cameron viene assassinato, Dakota spinge John Dorie a indagare e sembra arrabbiato quando la sua indagine fallisce con la falsa confessione e l'esecuzione di Janis. In seguito è felice per la possibilità di fuggire dai Rangers e unirsi al gruppo di Morgan. Dakota ha anche delle conoscenze mediche di base, essendo in grado di ricucire Morgan Jones due volte, anche se apparentemente non è stata in grado di rimuovere il proiettile dalla sua spalla, forse non sapendo come fare qualcosa di così complicato. Tuttavia, in realtà, Dakota è per certi versi fredda, omicida e calcolatrice come sua sorella, sebbene mostri un certo rimorso per le sue azioni a differenza di Virginia. Dakota sembra vedere questo come il modo in cui il mondo è ora, sottolineando come sua sorella e altre persone facciano la stessa cosa. Ha ucciso Cameron per aver segnalato la sua via di fuga a sua sorella, privandola così del suo unico mezzo di fuga. Dakota che incoraggiava le indagini di John aveva lo scopo di diffondere dubbi contro sua sorella chiarendo che stava coprendo qualcuno. Tuttavia, Dakota non ha mai voluto che Janis venisse uccisa, non avendo previsto che Virginia si sarebbe spinta così lontano e uccide John per proteggere il suo segreto, anche se mostra qualche esitazione e rimorso per l'azione, essendosi legata e arrivando a prendersi veramente cura di John.Valley Town anche dopo aver ucciso l'amico di Morgan. Victor Strand ha definito Dakota una sociopatica che si adatta al suo comportamento. Dopo la morte di Virginia e la rivelazione dei suoi veri genitori, Dakota sembra essere almeno in qualche modo pentita per le sue azioni e desiderosa di fare tutto il possibile per aiutare a rimediare alle sue azioni. Dakota arriva al punto di offrirsi volontaria per unirsi a una missione per aiutare Alicia a cui si sente di essere in debito, ma sebbene Morgan sia disposto ad ascoltare Dakota e persino a lasciarla prendere parte alle sessioni di pianificazione riguardanti il culto, informa la ragazza che non si fida ancora abbastanza di lei da permetterle davvero di dare una mano sul campo. Dakota in seguito ha tradito il gruppo di Morgan e si è unita al culto dopo che Teddy le ha offerto la possibilità di essere chi è veramente per il resto del suo tempo piuttosto che cambiare per altre persone. Ha anche affermato di non credere che uccidere John fosse un errore e ha cercato di convincere Alicia a vedere quanto fosse facile uccidere. Dopo aver appreso del tradimento di Teddy, Dakota lo ha ucciso per le sue azioni, ma ha comunque scelto di morire così com'è piuttosto che cambiare, abbracciando un'esplosione nucleare come sua fine.
- Sherry (stagioni 6-8), interpretata da Christine Evangelista, doppiata da Letizia Ciampa.
Sherry, conosciuta anche come Starling in PADRE e chiamata affettuosamente Honey da Dwight. È l'ex moglie di Dwight ed ex membro dei Salvatori dove ha servito come una delle "mogli" di Negan. Dopo essere sfuggita ai Salvatori, è fuggita attraverso il paese, inseguita da alcune persone cattive e cercata da Dwight dopo la sconfitta dei Salvatori. Era un membro degli Emarginati. Alla fine, Dwight si è riunito con Sherry durante una missione di ricognizione. Durante la caduta della Virginia, Sherry and the Outcasts entrò a far parte della North Texas Alliance. Dopo il lancio delle testate nucleari da parte di Teddy, Sherry e Dwight si rifugiarono dalla devastazione con una famiglia di sopravvissuti e divennero i fuorilegge etici conosciuti come Dark Horses.

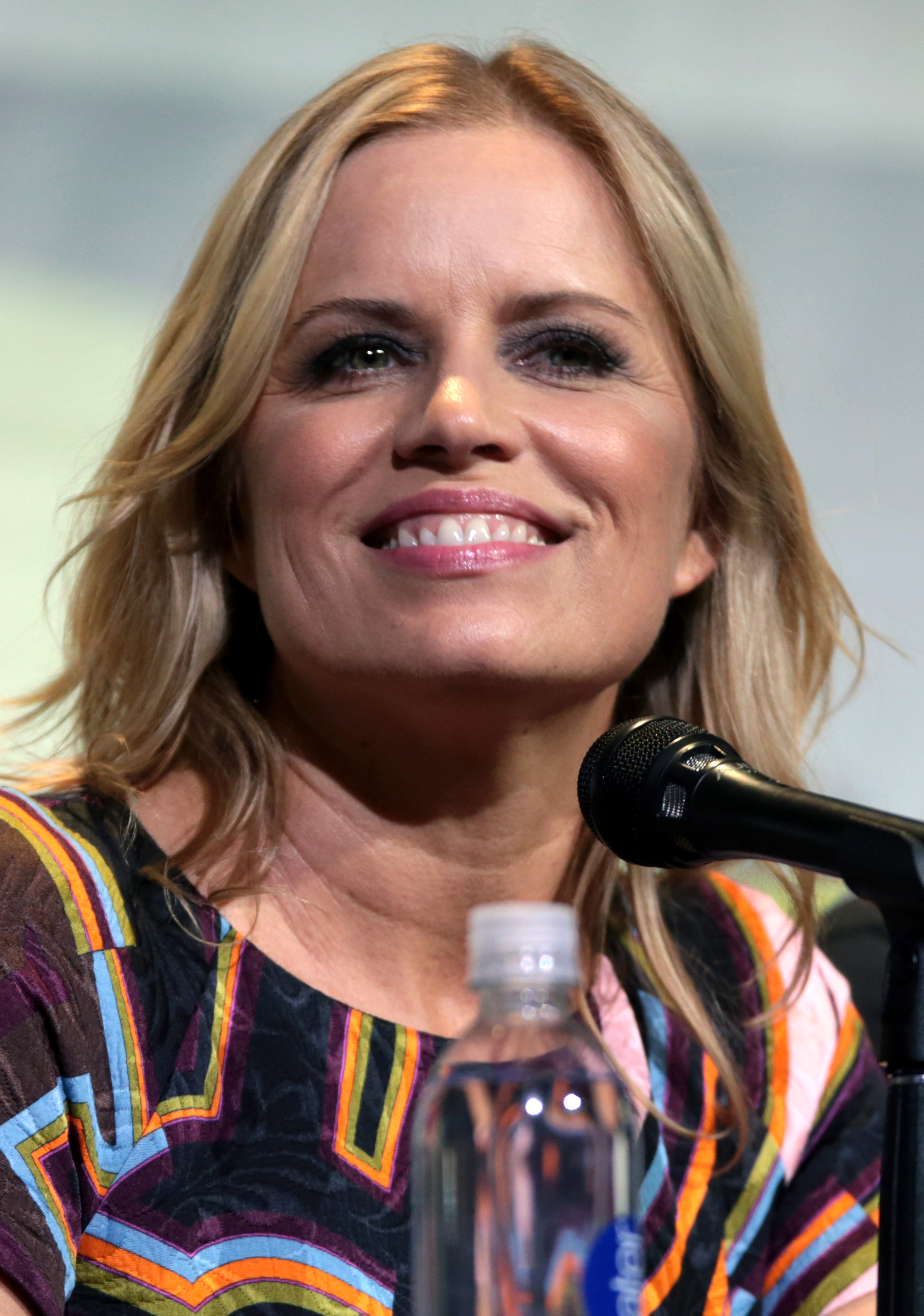
Kim Dickens
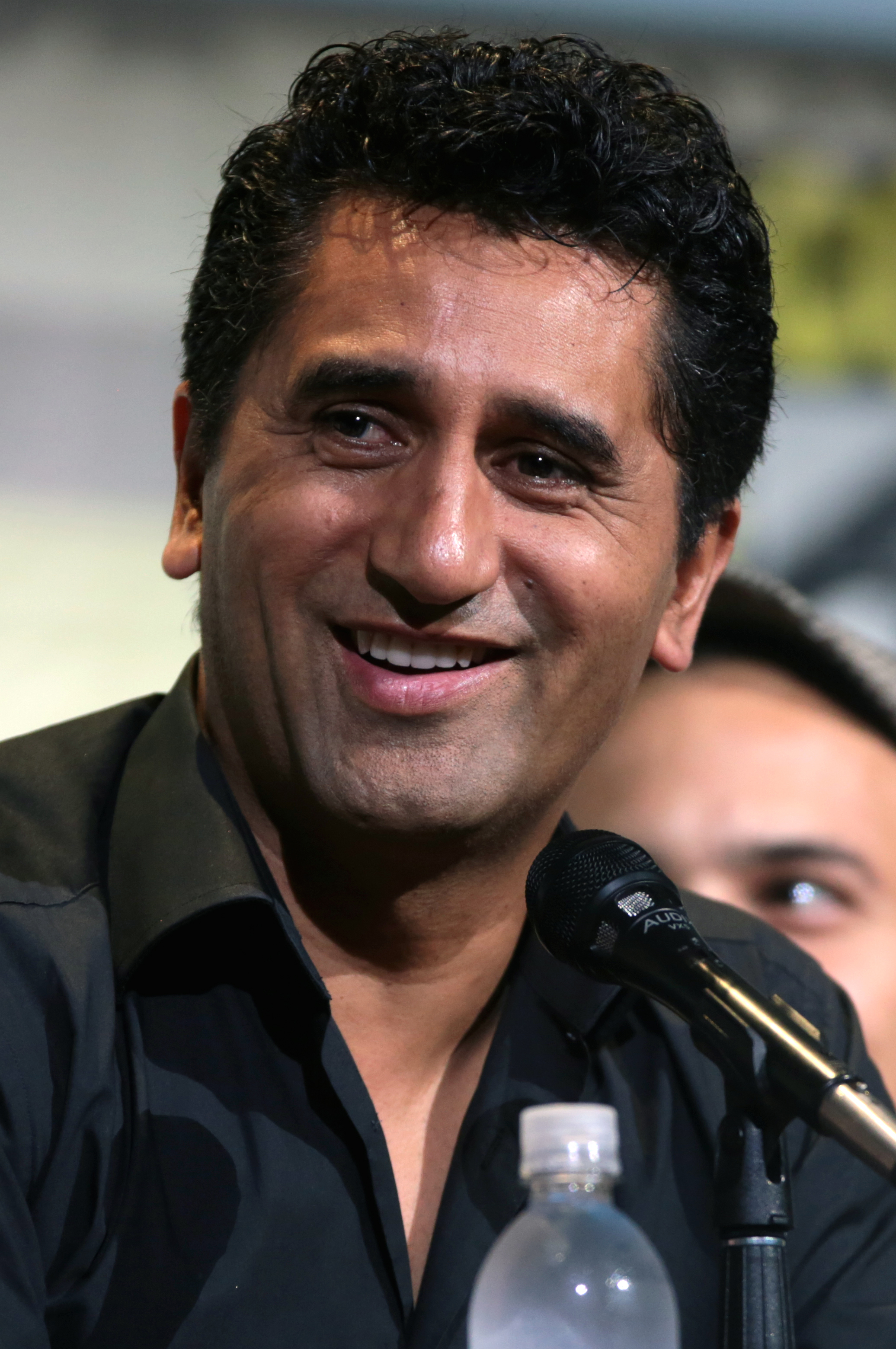
Cliff Curtis
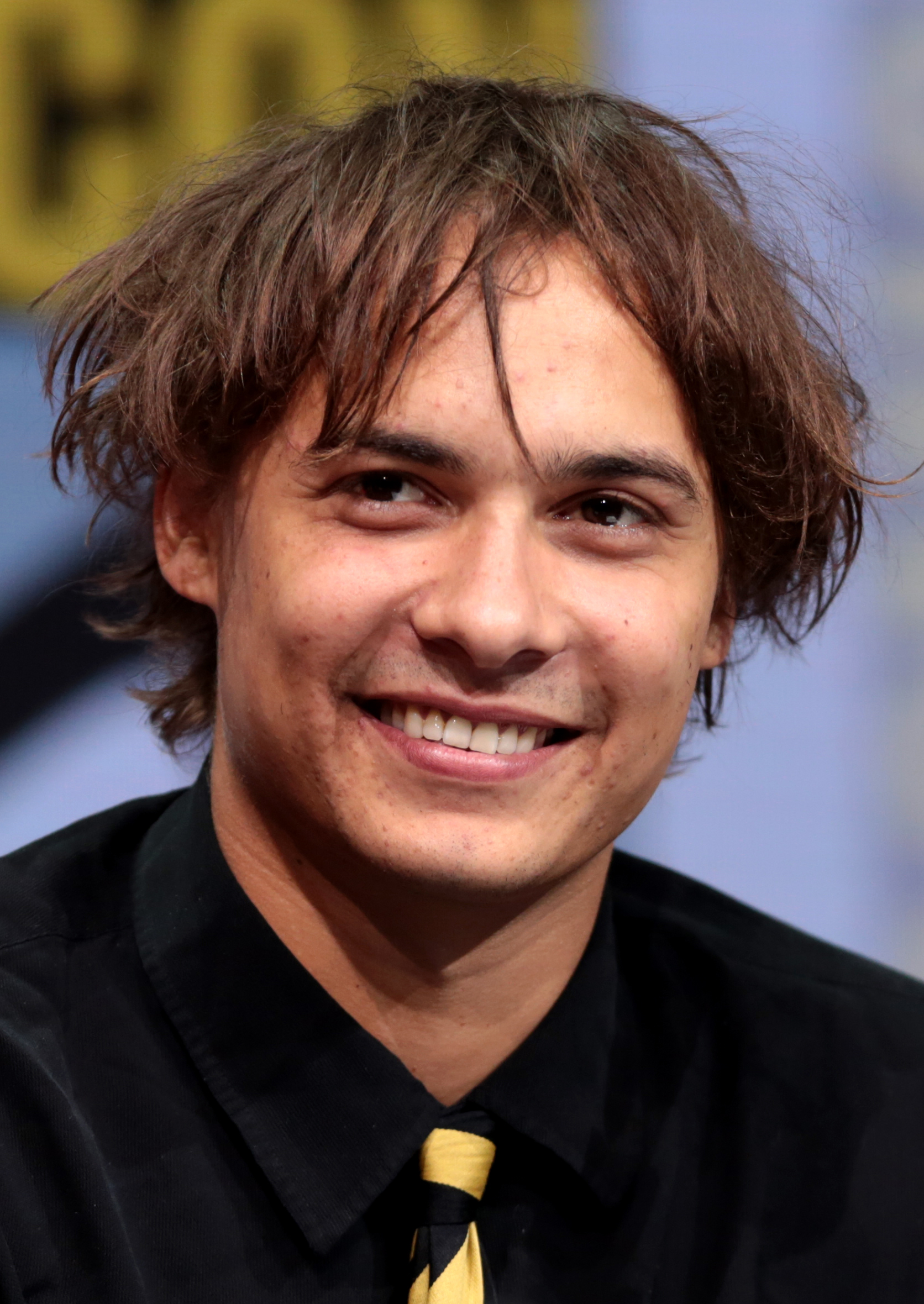
Frank Dillane
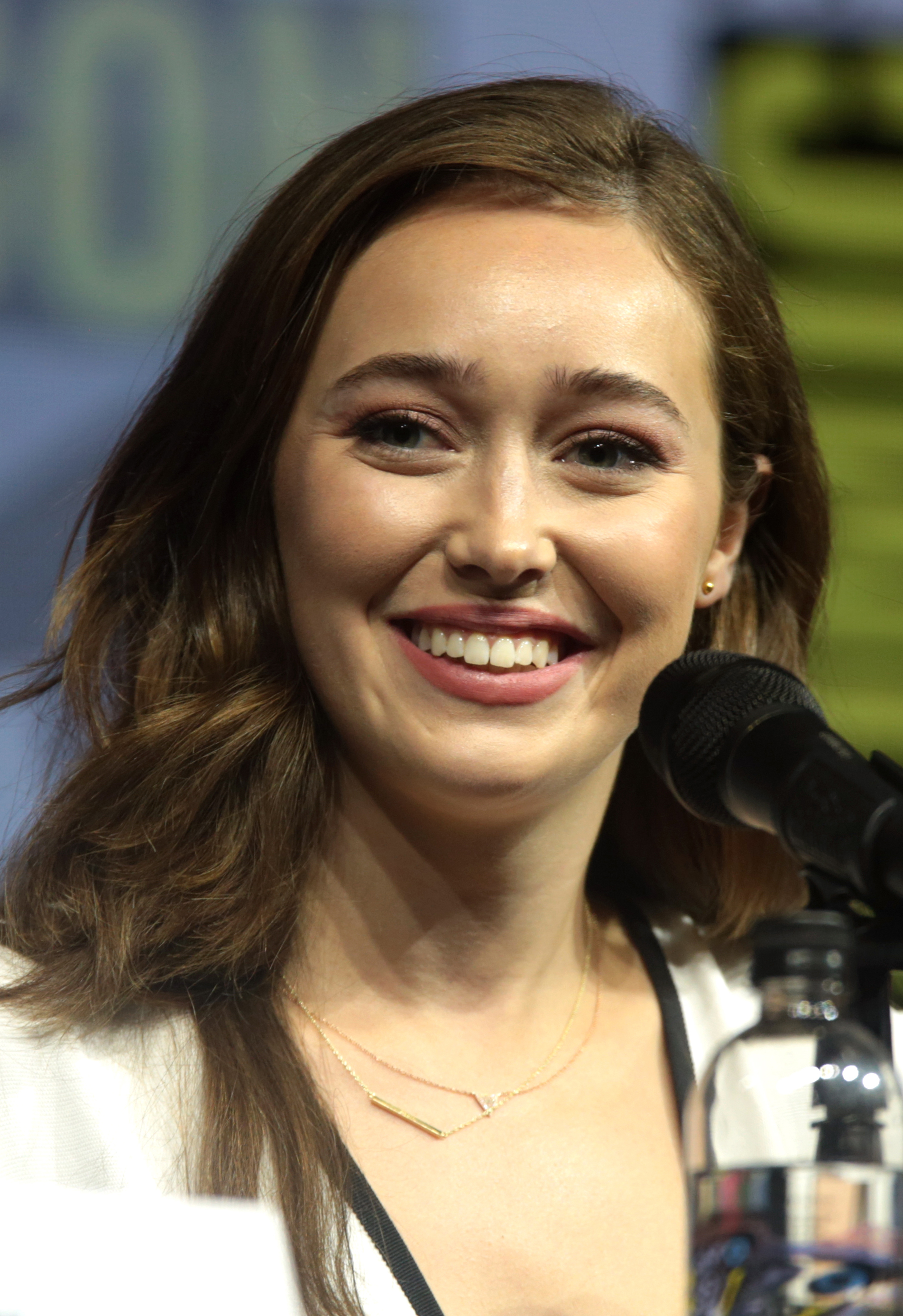
Alycia Debnam-Carey
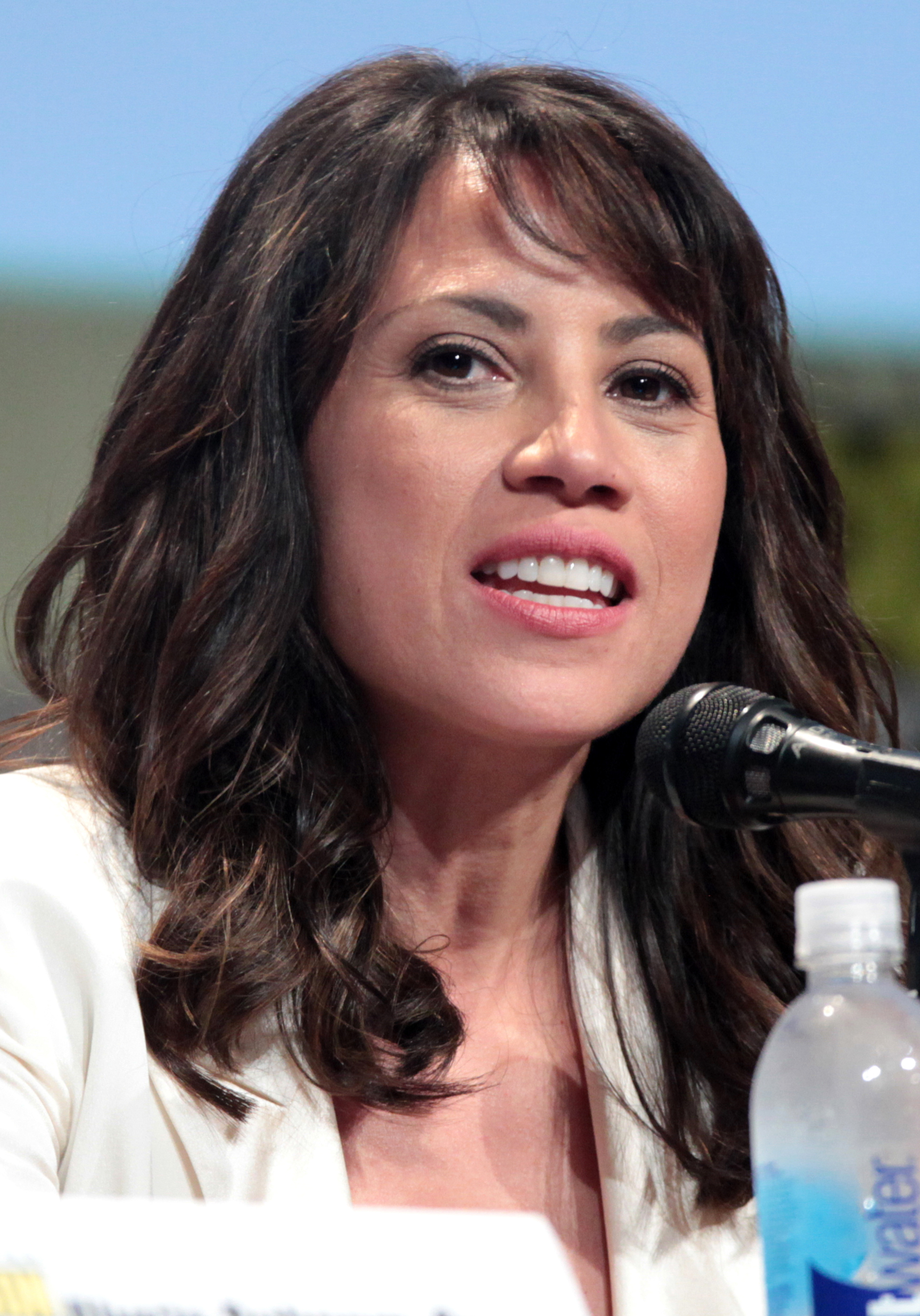
Elizabeth Rodriguez
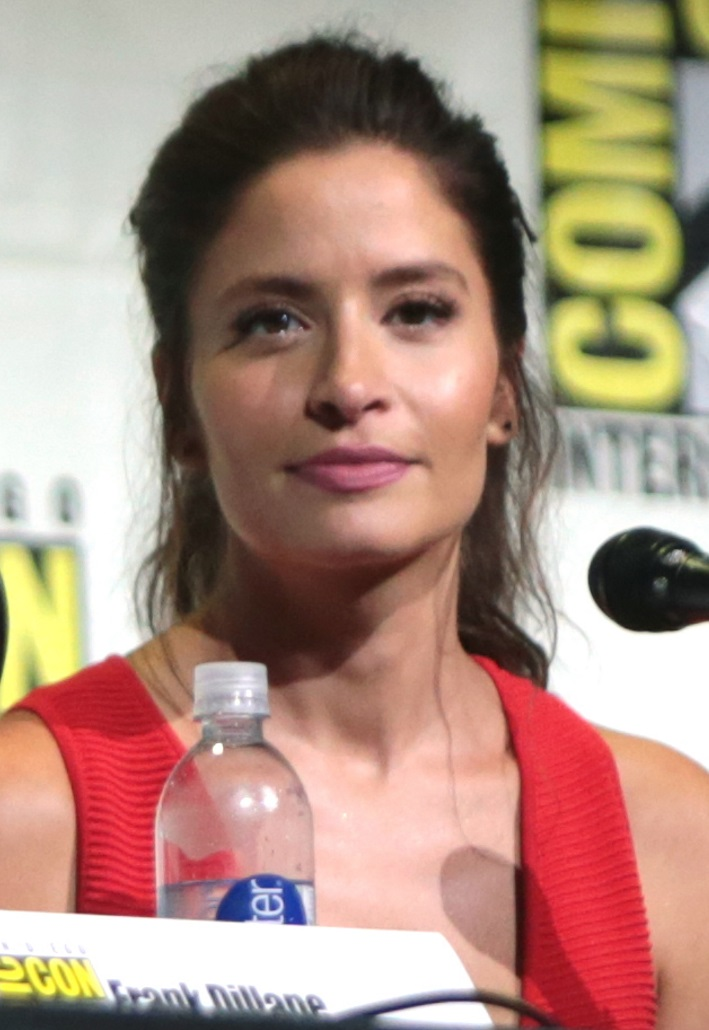
Mercedes Masohn
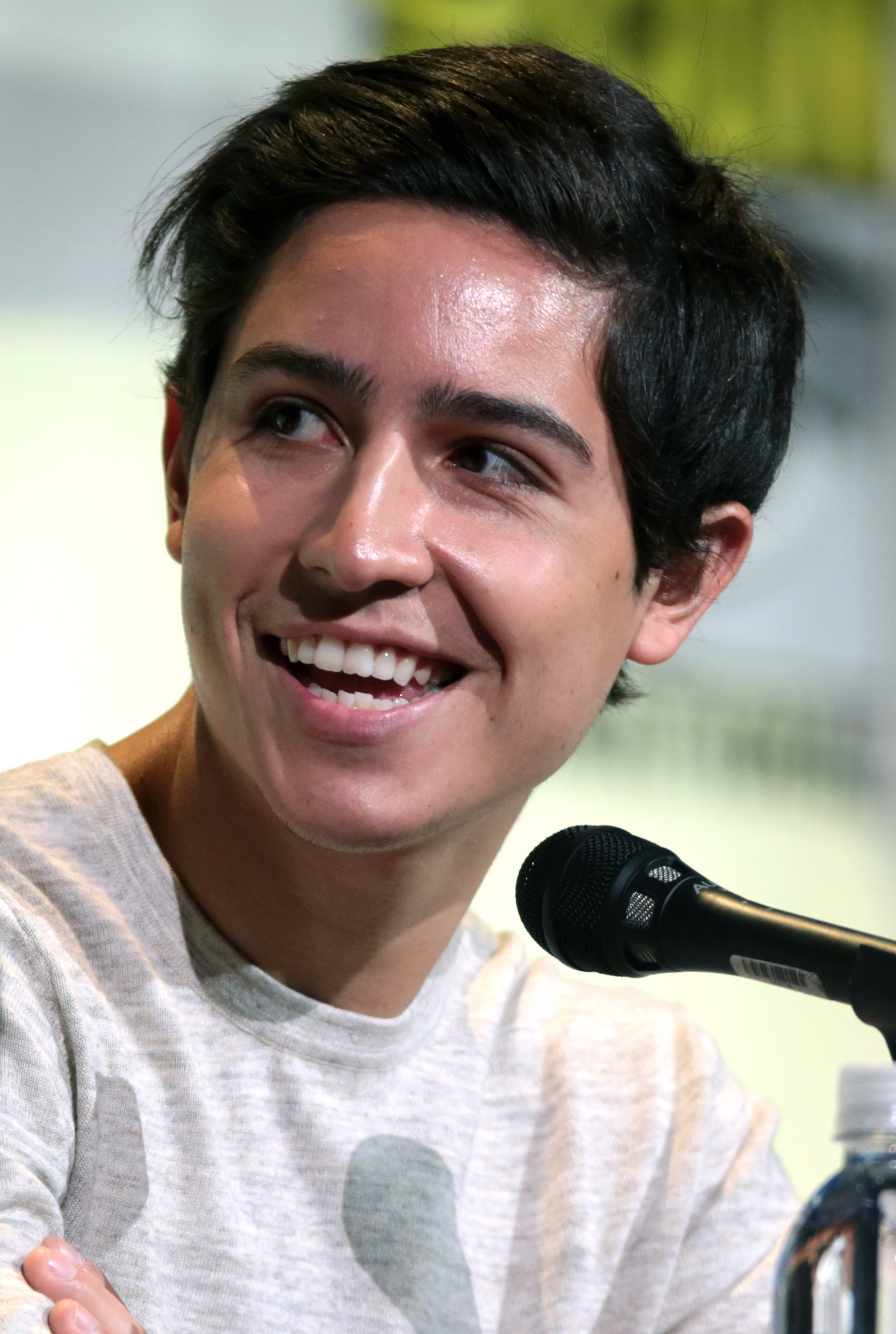
Lorenzo James Henrie
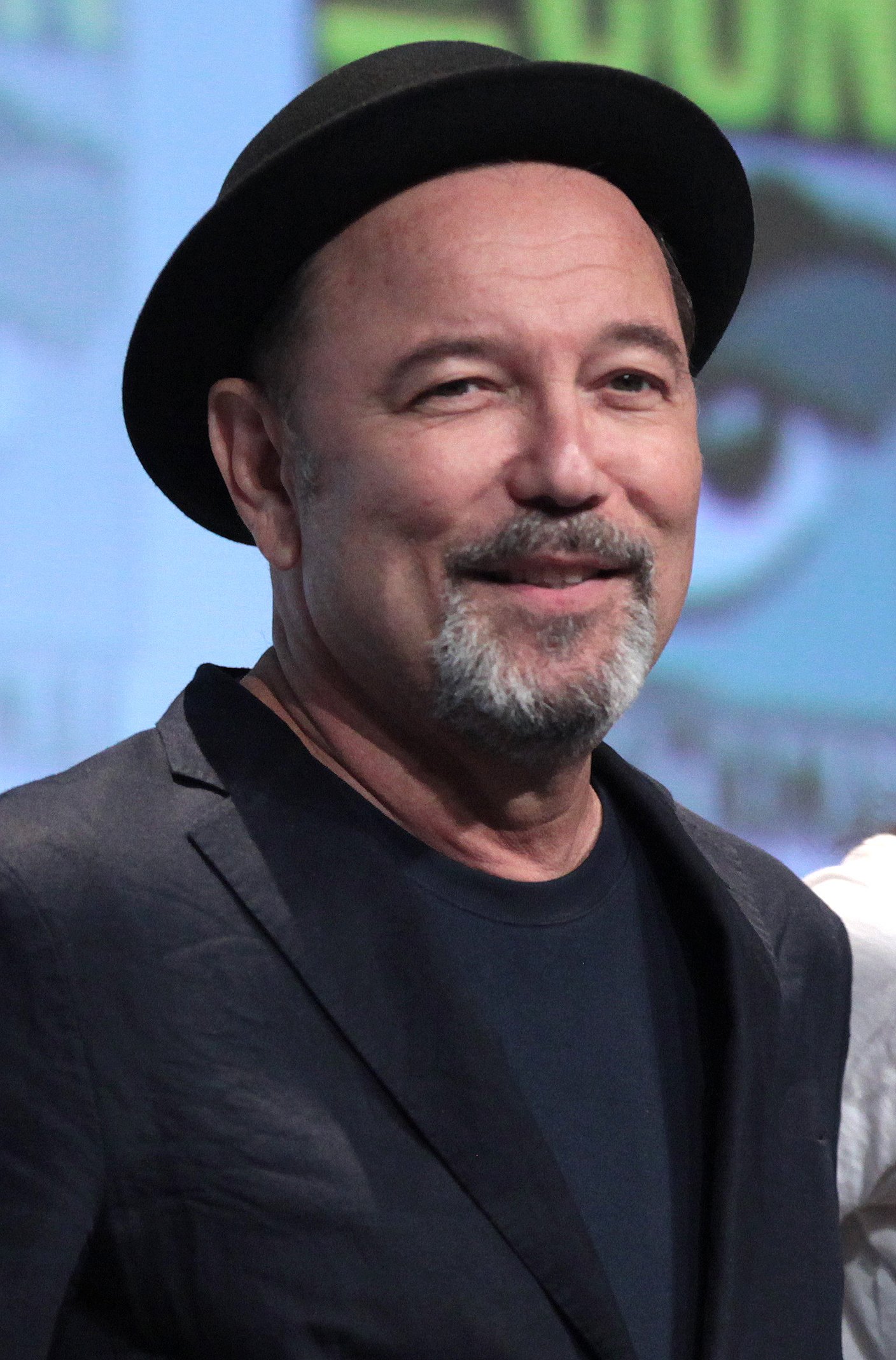
Rubén Blades
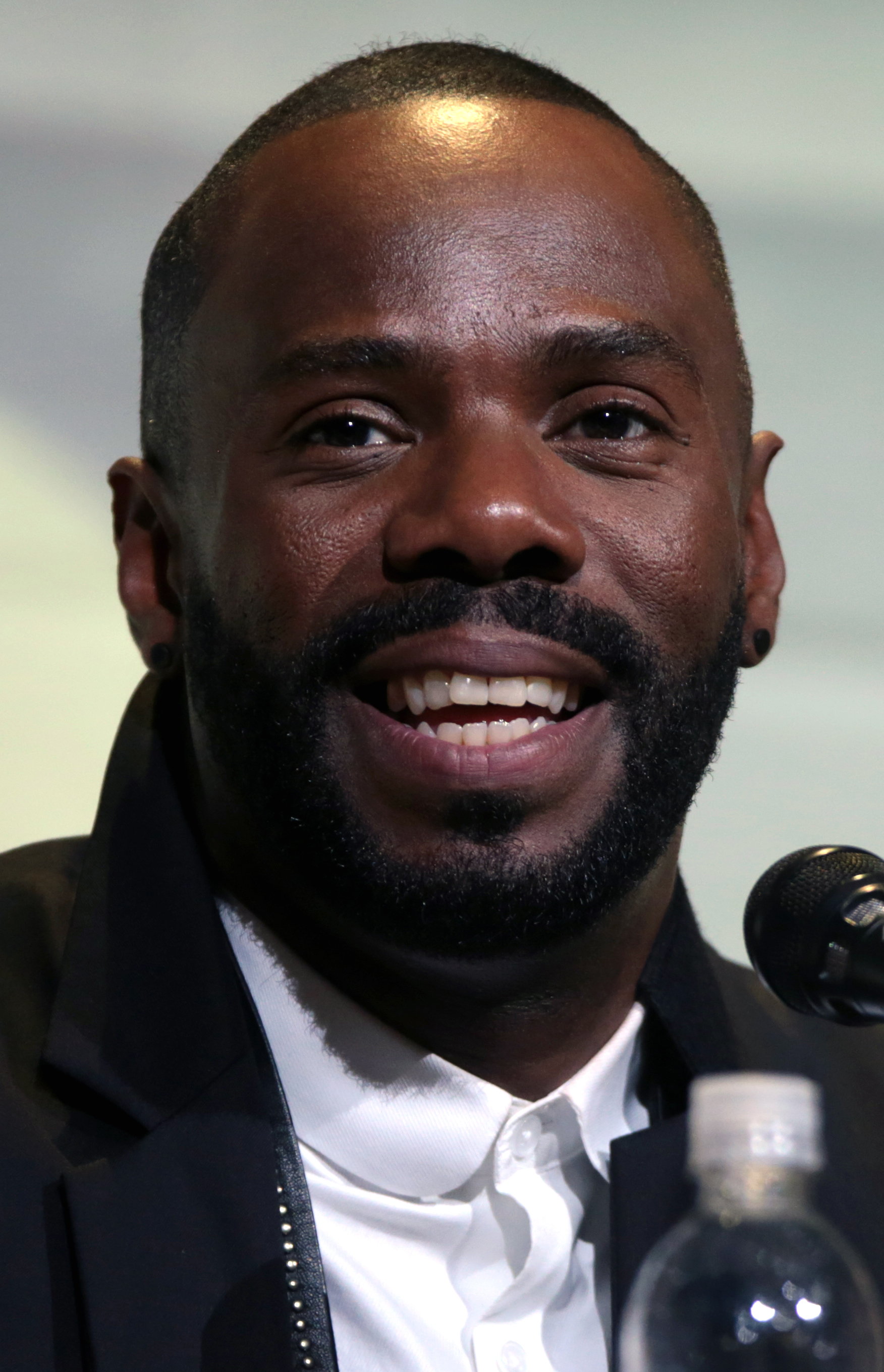
Colman Domingo
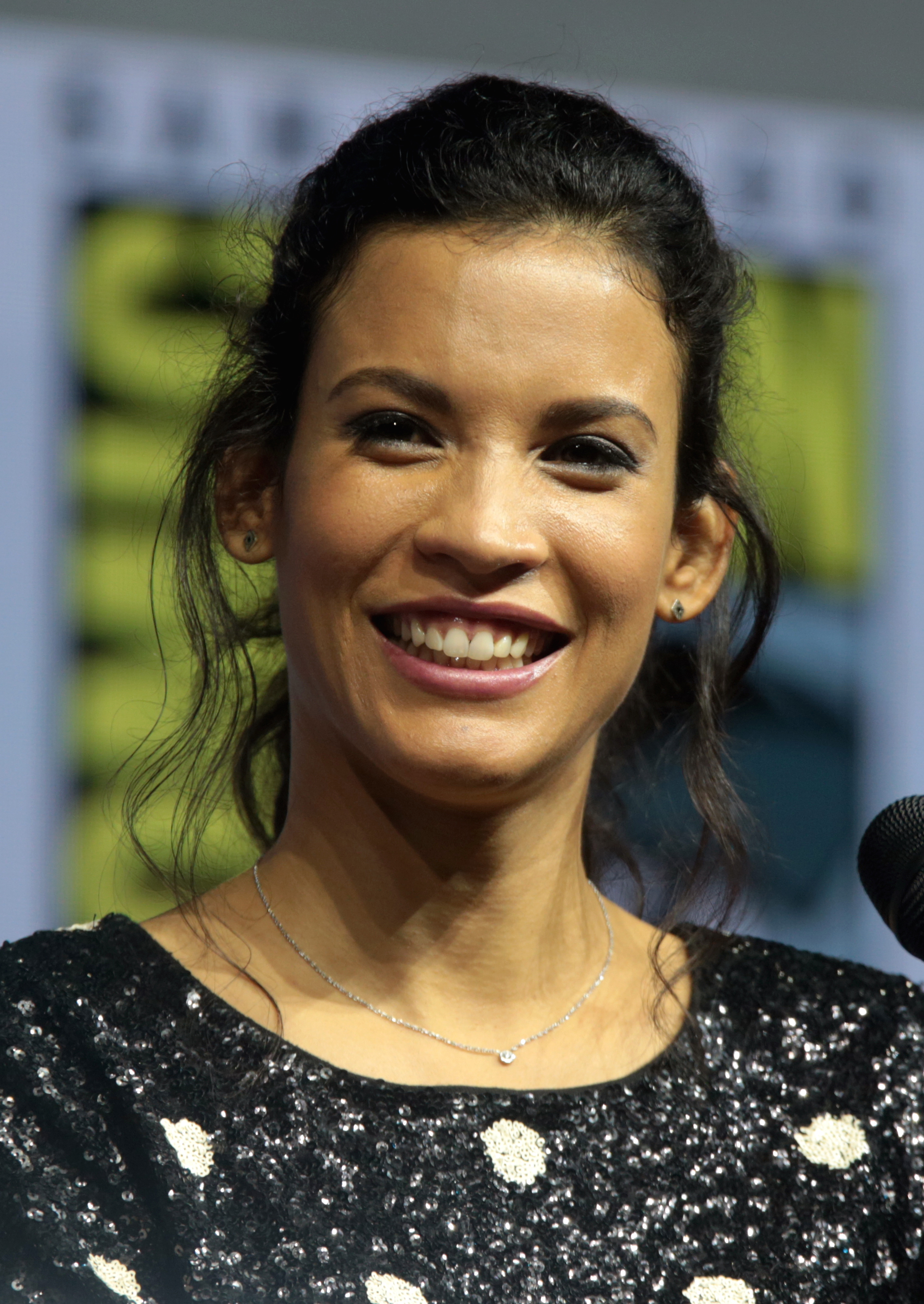
Danay García
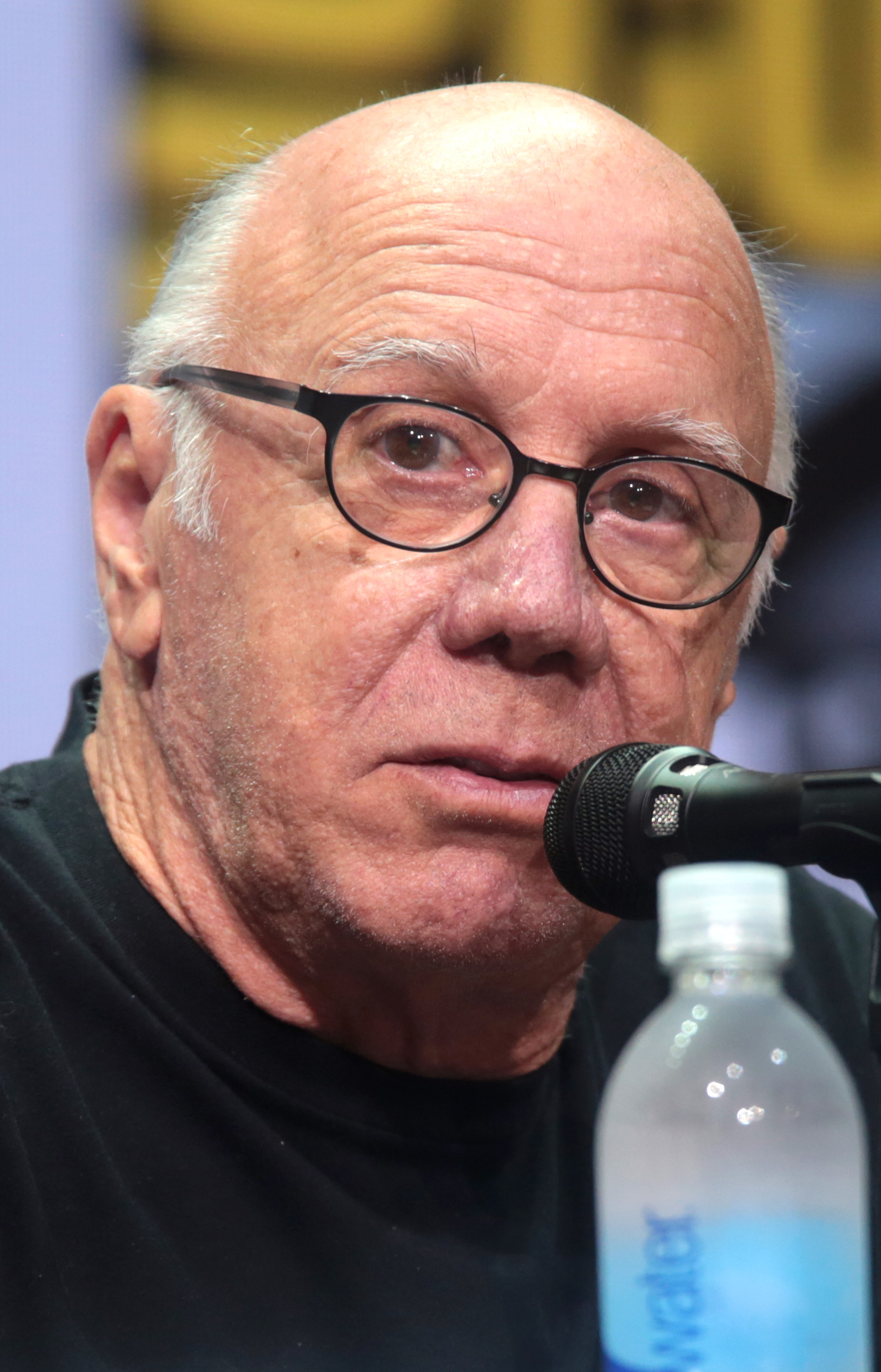
Dayton Callie
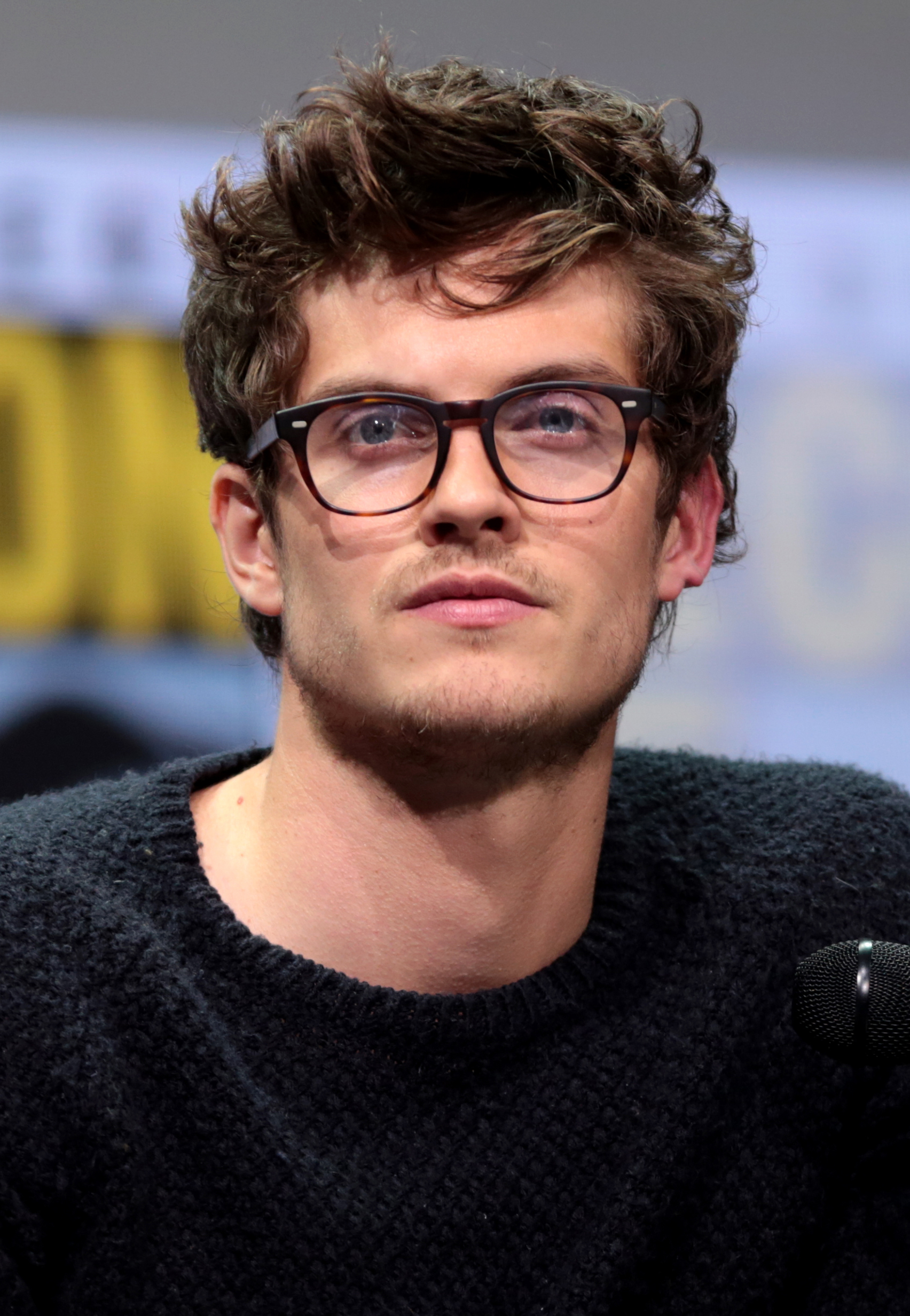
Daniel Sharman
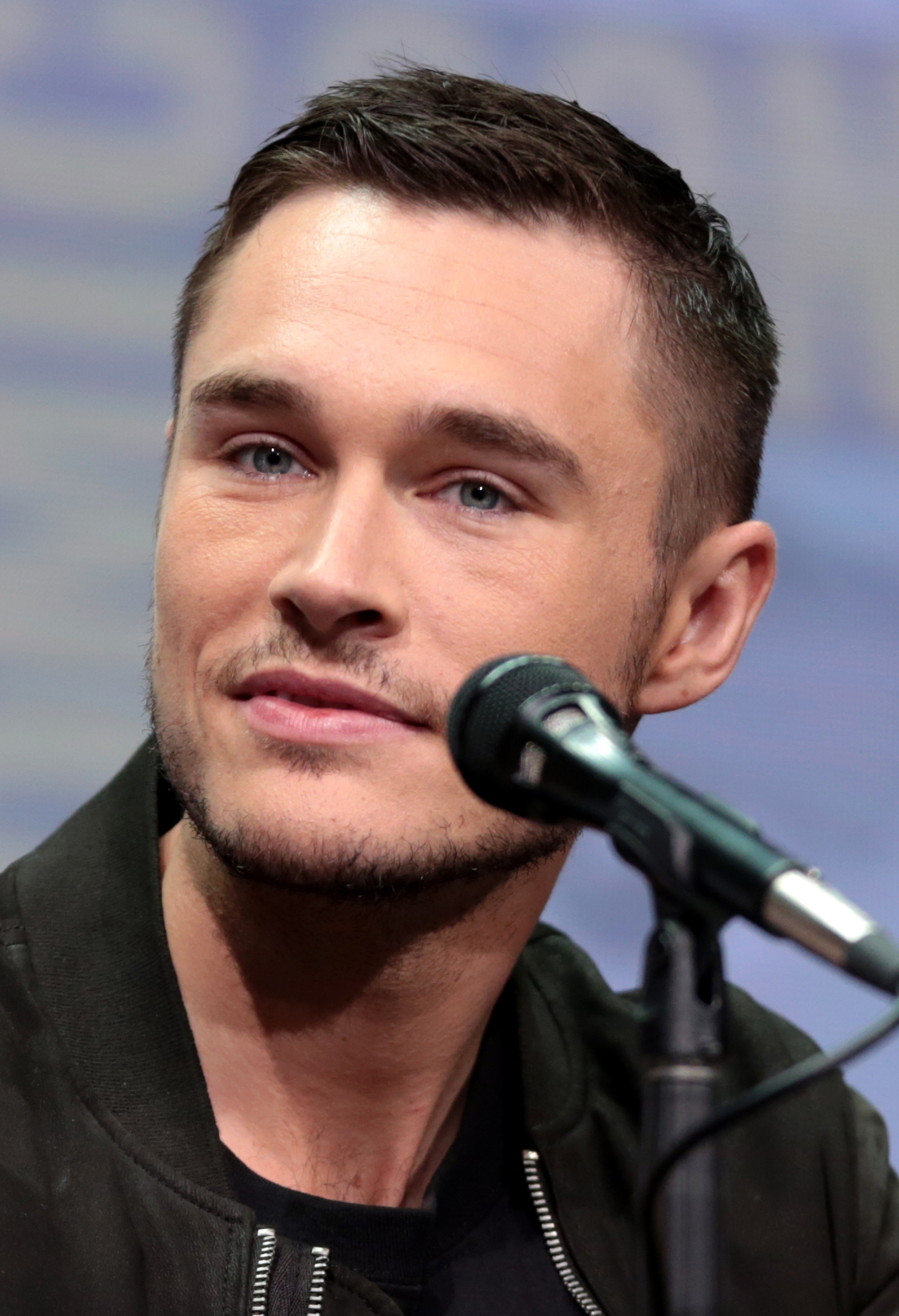
Sam Underwood
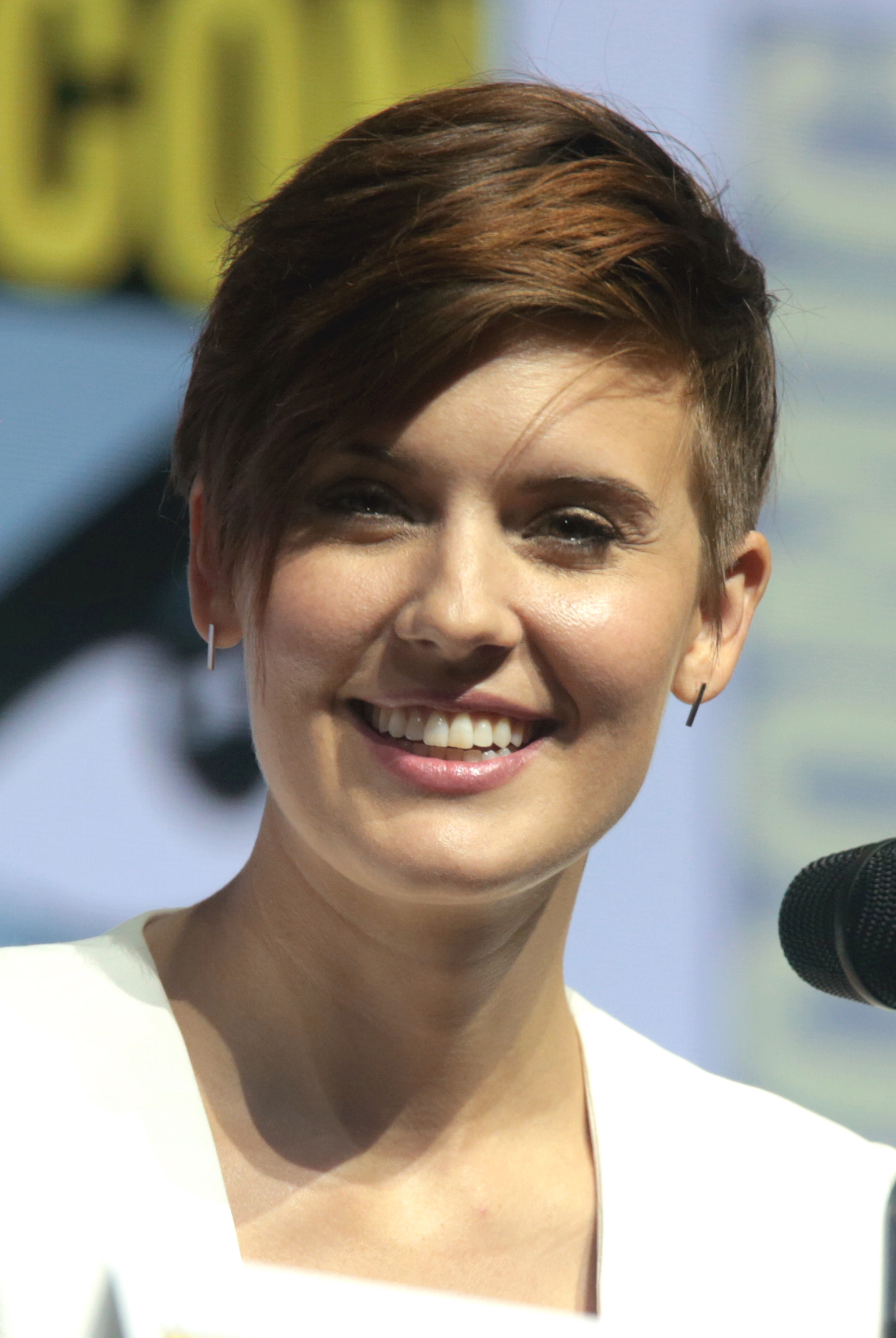
Maggie Grace
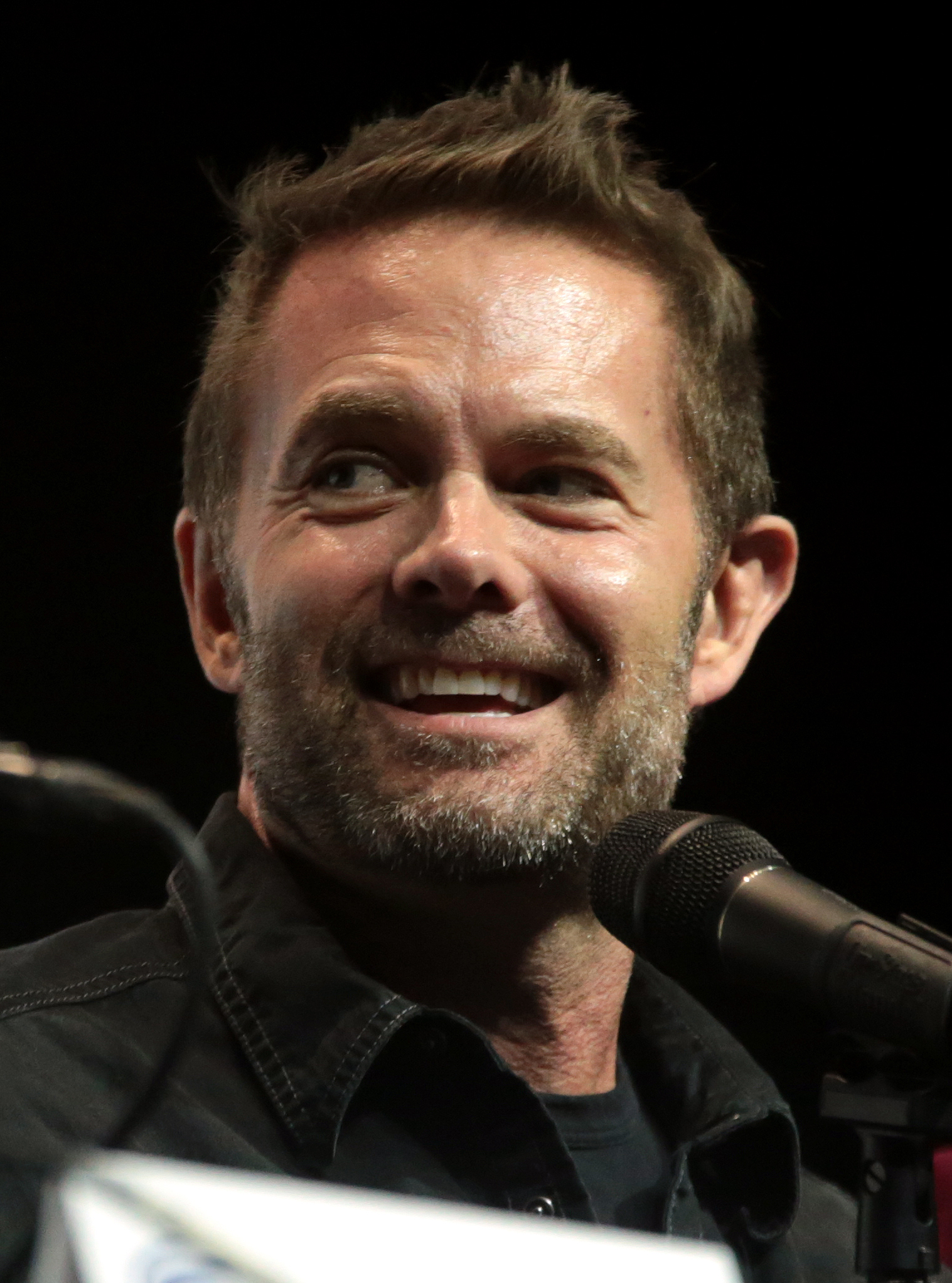
Garret Dillahunt
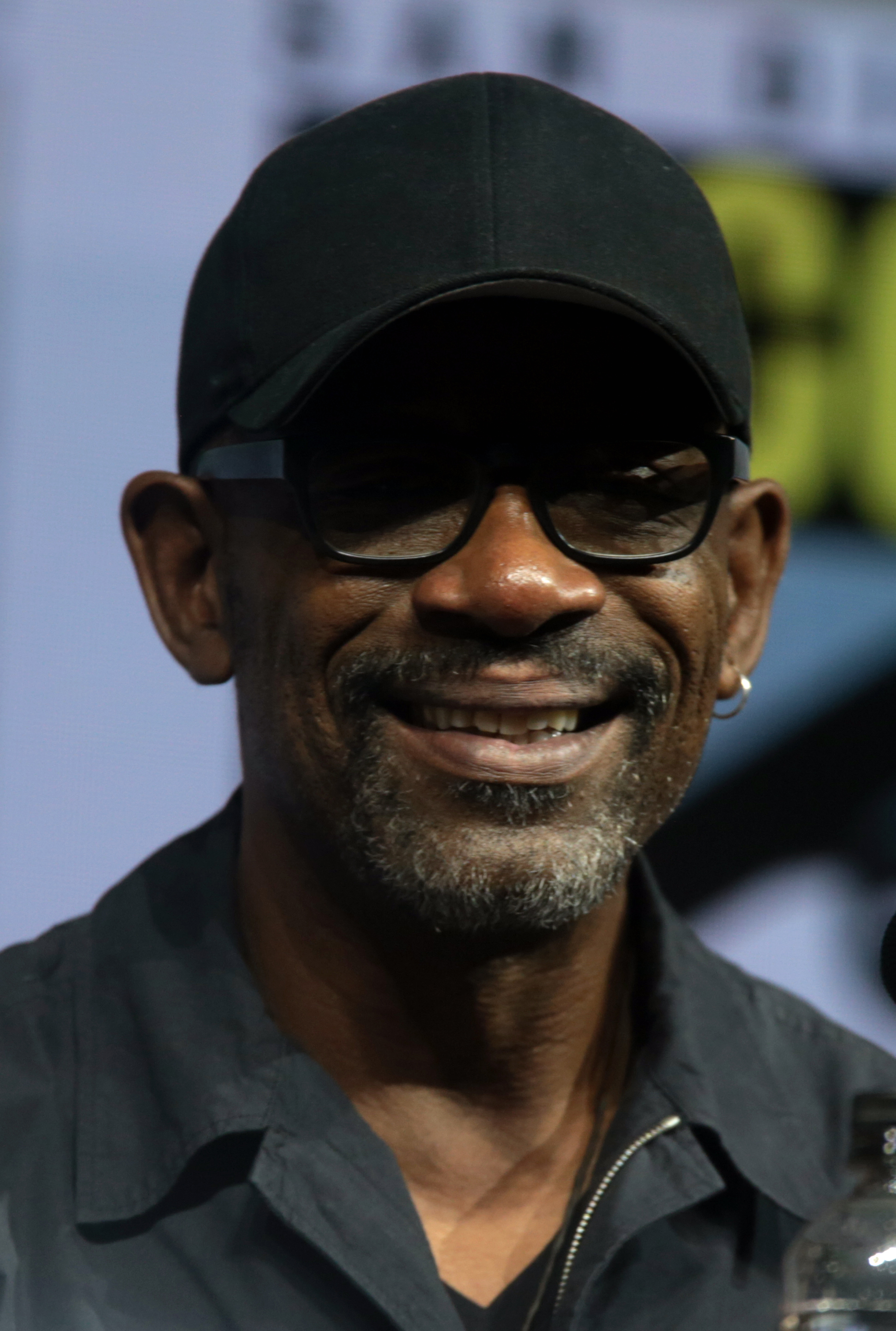
Lennie James
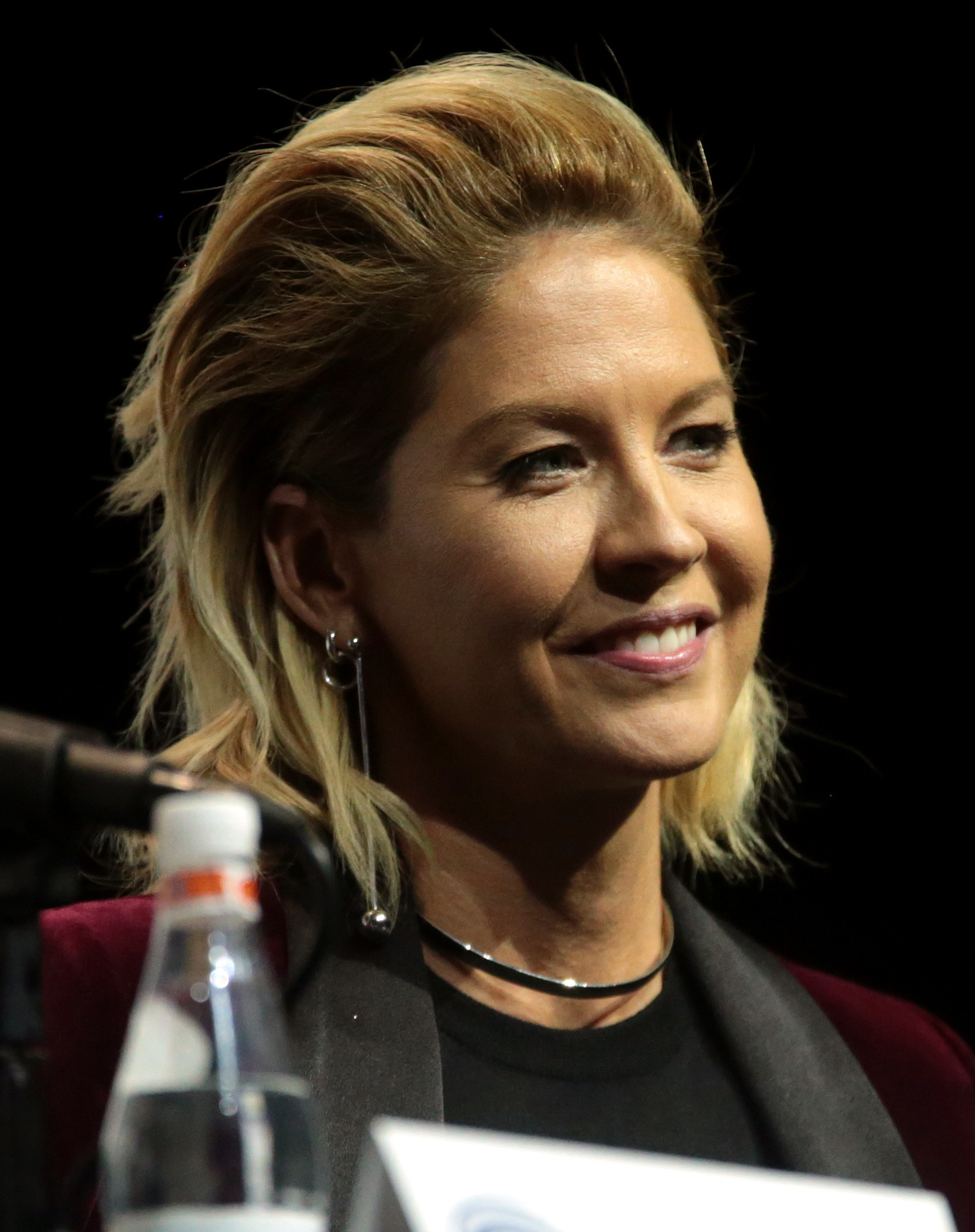
Jenna Elfman
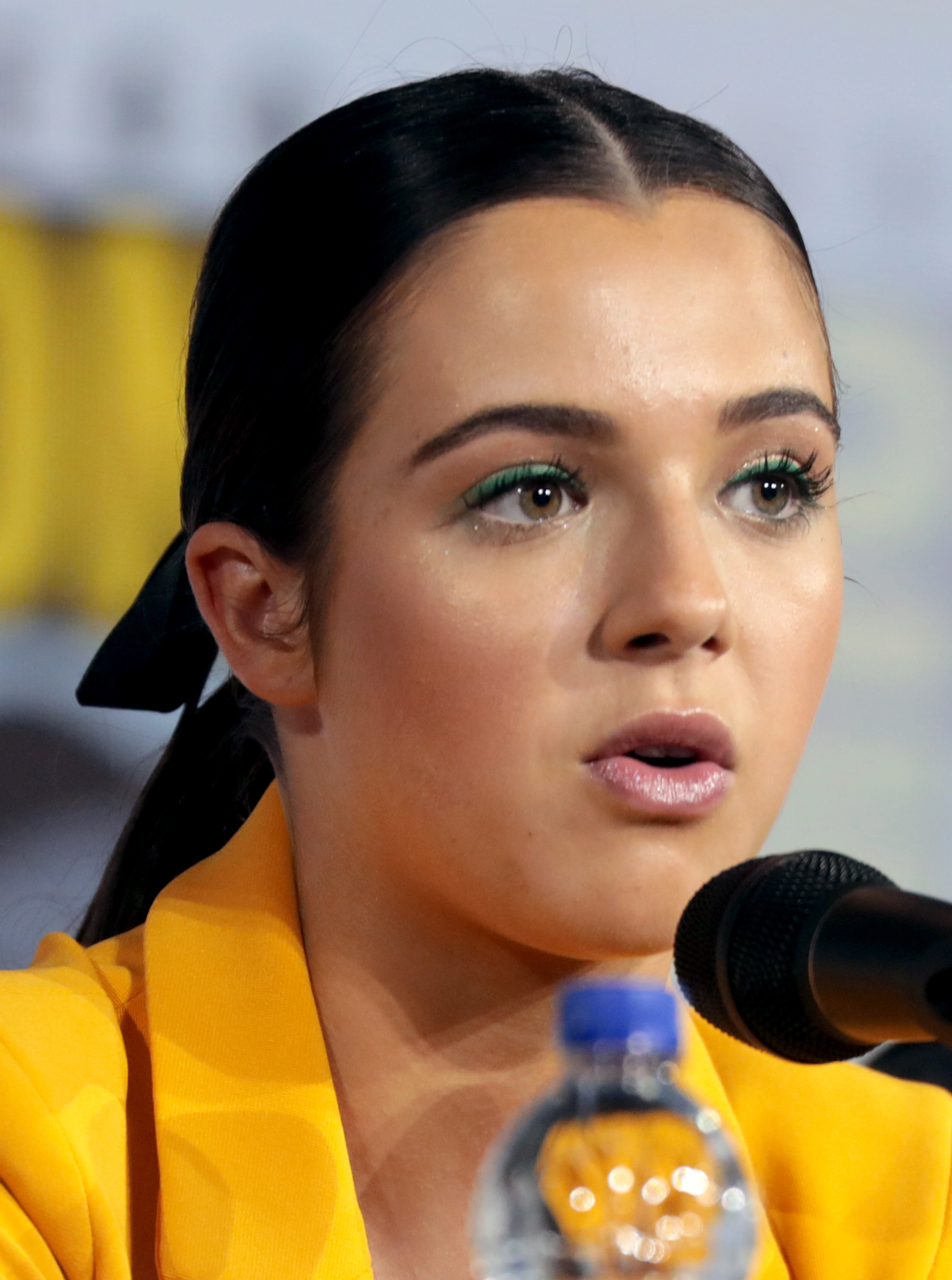
Alexa Nisenson
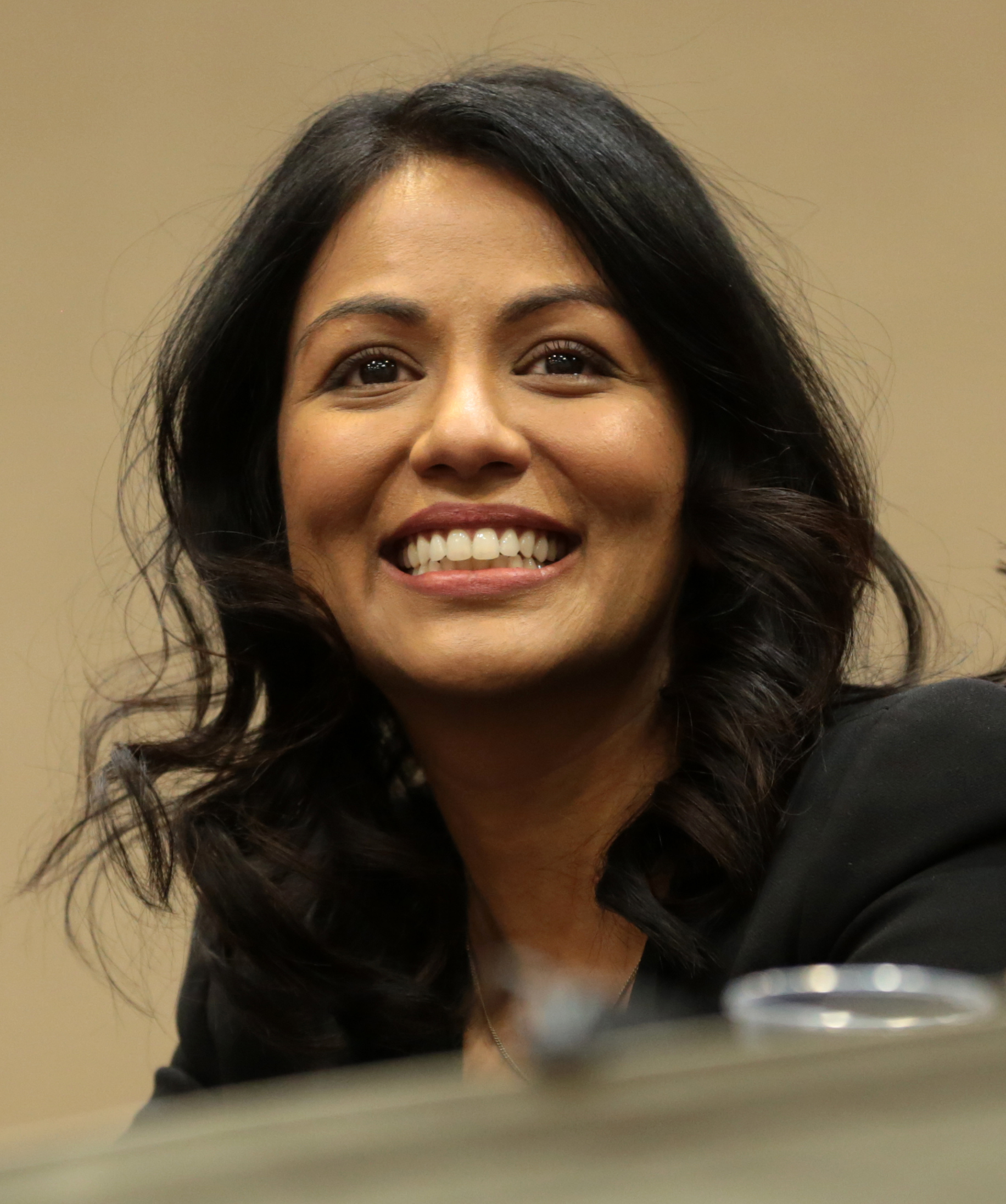
Karen David
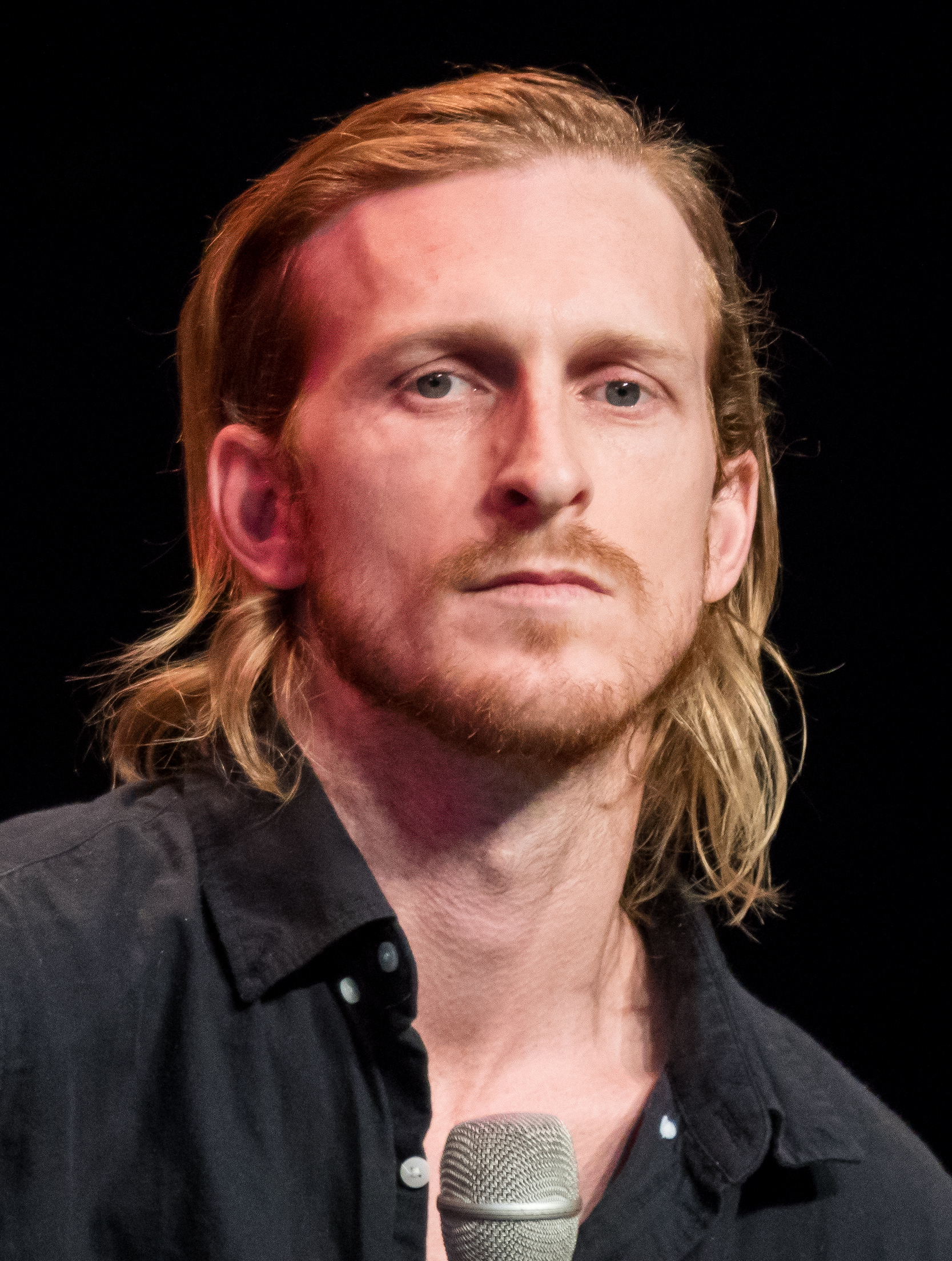
Austin Amelio

### Personaggi secondari
- Griselda Salazar (stagione 1) interpretata da Patricia Reyes Spíndola.
È la moglie di Daniel Salazar e la madre di Ofelia Salazar. Griselda e la sua famiglia si unirono ai Clark e ai Manawa dopo essere stati salvati da loro durante una rivolta. Mentre Travis, Liza, Chris e i Salazar lasciano la bottega del barbiere di Salazar, si dirigono verso il camion di Travis per uscire dalla rivolta. Passano attraverso un'impalcatura dove gli agenti antisommossa fanno esplodere un tubo ad alta pressione sui rivoltosi in cima a un'impalcatura, facendola crollare, bloccando la gamba di Griselda e ferendole gravemente il piede.Dopo che il personale dell'ospedale della Guardia Nazionale le ha fatto amputare il piede, Griselda va rapidamente in shock settico a causa dell'infezione che ha sviluppato. Alla fine, il suo cervello inizia a gonfiarsi, interrompendo l'afflusso di sangue alla sua testa e uccidendola. Liza spara a Griselda in testa con una pistola a proiettile captivo per impedire la rianimazione e poi il suo cadavere viene cremato dal personale del complesso.
- Gloria (stagioni 1-2), interpretata da Lexi Johnson, doppiata da Eleonora Reti.
Gloria è una ragazza giocosa e premurosa. La fidanzata di Nicholas Clark , nonostante i suoi difetti, tiene molto al suo benessere. Volendo aiutarlo a uscire dalla riabilitazione, Gloria aiuta a provare un incontro con Nick, fingendo di essere i suoi genitori. Nick continua a sfogarsi su come suo padre non sia mai stato presente nella sua vita, dimostrando che si fida abbastanza di Gloria da dirle queste informazioni. Lei procede a confortarlo abbracciandolo. Tuttavia, la tossicodipendenza di Nick finisce per far uccidere Gloria quando muore per overdose di droga.
- Matt Sale (stagione 1), interpretato da Maestro Harrell, doppiato da Alex Polidori.
È un ragazzo afroamericano nella tarda adolescenza che viveva a Los Angeles con i suoi genitori. Ha frequentato la Paul R. Williams High School e ha avuto una relazione romantica con Alicia per un periodo di tempo imprecisato. Ha dimostrato di essere molto artistico nell'episodio pilota. Poco prima che l'epidemia colpisse, i suoi genitori erano andati in vacanza a Las Vegas e lui era rimasto a casa da solo all'inizio dell'epidemia.
- Andrew "Andy" Adams (stagione 1), interpretato da Shawn Hatosy, doppiato da Guido Di Naccio.
È un caporale dell'esercito americano ha avuto anche una breve relazione con Ofelia Salazar. Inizialmente sembra essere un individuo divertente e civettuolo, che entra brevemente in una relazione con Ofelia Salazar . A differenza di molti altri soldati corrotti, Andrew sembra solo eseguire gli ordini e non sembra essere una persona cattiva. Tuttavia, dopo che Daniel Salazar lo ha torturato, diventa vendicativo contro di lui. Travis rilascia Andrew dopo aver fornito utili informazioni per trovare Griselda Salazar , Liza Ortiz e Nick Clark . Tuttavia, invece di cogliere l'occasione per scappare, Andrew decide di vendicarsi di Daniel quindi finisce per sparare alla sua ex ragazza Ofelia, il che spinge Travis a picchiarlo brutalmente.
- Bethany Exner (stagione 1), interpretata da Sandrine Holt, doppiata da Emanuela D'Amico.
È una dottoressa che lavora con la Guardia Nazionale della California.È probabile che si sia uccisa usando la pistola per il bestiame in The Military Hospital , poiché l'ospedale e il complesso erano invasi dagli infetti e non poteva accedere a nessun rifornimento o fuggire mentre Los Angeles veniva bombardata.
- Thomas "Tom" Abigail (stagione 1) interpretato da Douglas Scott.
È un sopravvissuto all'epidemia. È l'ex fidanzato di Victor Strand. Thomas è anche il figlio adottivo di Celia Flores e il fratello adottivo di Luis Flores.
- Alejandro Nuñez (stagione 2), interpretato da Paul Calderón, doppiato da Alessandro Budroni.
È un farmacista e anche il leader de La Colonia, una comunità a Tijuana, in Messico, che aiuta Nick e ritiene che gli infetti non sono una cosa negativa. Ha ricevuto quello che sembrerebbe essere il morso di un vagante ed è sopravvissuto. Alejandro afferma di essere stato morso da un infetto, non gli è stato amputato un arto ed è comunque sopravvissuto. Tuttavia, l'episodio " Wrath " dimostra che questo non è vero poiché Nick Clark si accorge della paura di Alejandro dopo essere stato morso e ammette di aver mantenuto la bugia una volta che le persone hanno iniziato a radunarsi dietro di lui.
- Elena Reyes (stagioni 2-3), interpretata da Karen Bethzabe.
È la leader della comunità del Rosarito Beach Hotel,è una donna complessa e forte che affronta le conseguenze delle sue azioni. Quando è iniziata l'epidemia, si stava tenendo un matrimonio al Rosarito Beach Hotel quando uno degli ospiti si è rianimato. Elena e suo nipote hanno chiuso a chiave le porte per evitare che si diffondesse all'esterno, ma nel frattempo hanno bloccato tutti gli invitati al matrimonio all'interno.Tuttavia, gli ospiti sopravvissuti alla fine riuscirono a fuggire dalla sala da ballo e si nascose nella torre. Con l'aiuto di suo nipote Hector ,ha usato la sua conoscenza dell'hotel per attirare i non morti in vari corridoi e poi nelle stanze, chiudendoli all'interno delle stanze e mettendo segni sulle porte per segnare dove si trovavano tutti i vaganti.  Dopo questo, Elena è costretta ad affrontare le conseguenze. Si prende cura delle persone intorno a lei e cerca di espiare le sue azioni passate.
- Hector Reyes (stagioni 2-3), interpretato da Ramses Jimenez.
È generalmente un individuo premuroso e disponibile, tuttavia può diventare spietato e arrabbiato se spinto troppo oltre. All'inizio dell'epidemia, quando un ospite si è risvegliato a un matrimonio, lui e sua zia avevano rinchiuso gli ospiti nella sala da ballo per contenere la situazione. Dopo questo, Hector e sua zia sono costretti ad affrontare le conseguenze, come Hector che viene rapito dagli invitati al matrimonio sopravvissuti. Tuttavia, lui e gli invitati al matrimonio alla fine seppellirono l'ascia di guerra. Con i suoi alleati, è abbastanza amichevole come con Alicia Clark .Nonostante la sua buona natura, Hector prende brevemente una svolta oscura dopo che Travis uccide accidentalmente Oscar . Lui, Andrés e molti altri hanno fatto irruzione nella stanza di Travis e stanno quasi per ucciderlo, nonostante gli ordini di Elena siano contrari. Anche se dopo questo, Hector torna ai suoi soliti buoni modi.
- Oscar Diaz (stagione 2), interpretato da Andres Londono.
È il figlio della signora Diaz e il fratello di Andrés Diaz ed è anche il marito di Jessica Diaz e uno dei pochi sopravvissuti alla strage del Rosarito Beach Hotel . È una persona di buon cuore che funge da figura di spicco per l'hotel. All'inizio dell'epidemia, stava celebrando il suo matrimonio quando Charles Stowe è morto e risvegliato ed ha ucciso molti invitati al matrimonio, inclusa sua moglie . È piuttosto sconvolto per la sua morte e rifiuta di permettere che venga soppressa fino a quando non viene convinto da Victor Strand . Sembrava essere benvoluto dai suoi compagni sopravvissuti, poiché dopo la sua morte molti residenti dell'hotel hanno attaccato Travis che lo aveva ucciso.
- Andrés Diaz (stagione 2), interpretato da Raul Casso.
È il figlio della signora Diaz e il fratello di Oscar Diaz . Andrés è anche uno dei pochi sopravvissuti al massacro del Rosarito Beach Hotel.È inizialmente un individuo disponibile e premuroso, che serve come medico per l'hotel. Tuttavia, dopo che Travis uccide accidentalmente suo fratello Oscar in una rabbia cieca si riempie di vendetta. Sebbene Travis e il suo gruppo possano andarsene, conduce un attacco con l'intento di ucciderlo. Afferma che non è giusto che Travis possa andarsene per quello che ha fatto. Poco prima che Andrés possa uccidere Travis, Alicia lo salva pugnalandolo al cuore.
- Antonio Reyes (stagione 2) interpretato da Ruben Carbajal.
Prima dell'apocalisse, viene rivelato che Antonio si è unito alla banda dei Los Hermanos e ha lasciato la sua famiglia. Dopo lo scoppio, Antonio ha dimostrato di tenere ancora in qualche modo alla sua famiglia dopo aver chiesto loro di andare con lui dalla banda per proteggerli. Quando è stato costretto a scegliere tra la sua famiglia e la banda, alla fine ha deciso di unirsi alla banda, apprezzandoli rispetto alla sua stessa famiglia. Come il resto dei membri della banda, sembra essere avido e spietato, aiutando a prendere il controllo di La Colonia prima che l'intera banda venga eliminata dai vaganti rilasciati da Alejandro.
- Alex (stagione 2), interpretata da Michelle Ang, doppiata da Emanuela D'Amico.
Sopravvive all'incidente aereo del volo 462 e viene salvata da Connor, unendosi infine al suo gruppo di pirati.
- Jake Powell (stagione 2) interpretato da Brendan Meyer.
È uno dei passeggeri che sopravvive all'incidente aereo del volo 462. Durante lo schianto del volo 462, Jake è gravemente ferito con ustioni sul lato destro del viso che, secondo Michael, arrivano fino all'osso. Le sue condizioni peggiorano in seguito all'incidente nelle due settimane successive mentre Alex lotta per tenerlo in vita.Dopo che lui e Alex sono stati tagliati dalla zattera da Strand, le condizioni di Jake peggiorano e chiede ad Alex di ucciderlo in modo che non anneghi nei suoi stessi fluidi. Gli avvolge le mani intorno alla gola e stringe la presa. Dopo averlo ucciso, getta il suo corpo in mare.
- Celia Flores (stagione 2), interpretata da Marlene Forte, doppiata da Sonia Scotti.
Madre di Luis Flores e domestica di Thomas Abigail, il quale tratta come fosse un secondo figlio. Crede che i morti abbiano sempre camminato in mezzo ai vivi e ne tiene segregati alcuni in una cella di cui si prende cura. Celia è estremamente religiosa, apparentemente fino al fanatismo e alla follia. La sua convinzione è che i morti abbiano sempre camminato tra i vivi e che i non morti non siano una novità. Invece, Celia li vede come ciò che viene dopo la morte e creature che semplicemente non possono aiutare ciò che sono o la loro fame e vede l'umanità ancora in loro. Nella sua visione del mondo, i non morti non sono i mostri, piuttosto le persone che li uccidono. A meno che un vagante non venga ucciso, non considera quella persona veramente morta e considera l'uccisione di uno o impedire a qualcuno di diventare un vagante come un atto di omicidio e l'assassino il vero mostro nella situazione. Madison rinchiude Celia nella cantina dei vini e la lascia divorare dagli zombie. Dopo aver trovato la cantina, Daniel prende della benzina e brucia l'intero complesso, uccidendo tutti i vaganti all'interno, tra cui una divorata Celia.
- Luis Flores (stagione 2), interpretato da Arturo del Puerto, doppiato da Roberto Certomà.
Amico di lunga data di Strand e figlio di Celia. È il socio in affari di Thomas Abigail e unico modo per garantire al gruppo, l'ingresso nel Messico. Luis è una persona disponibile, irriverente, coraggiosa e un po' testarda. È disposto ad aiutare Nick ad attraversare il confine con il Messico e aiuta a uccidere i pirati di Connor che avevano catturato il gruppo. Tuttavia, si rifiuta di portarli oltre il confine senza Strand, che era scappato. Dopo il ritorno di Strand, Luis va ad aiutare il gruppo ad attraversare il confine come aveva promesso. Anche se questo gli costa la vita dopo essere entrato in uno scontro a fuoco con loro. Tiene molto a sua madre, con il suo ultimo desiderio di darle un medaglione che ha, che sfortunatamente viene gettato nell'oceano da Daniel.
- Jake Otto (stagione 3), interpretato da Sam Underwood, doppiato da Emiliano Coltorti.
È il figlio maggiore di Geremia e fratellastro di Troia. È anche l'ex fidanzato di Alicia Clark. Jake è un residente e un membro di alto rango della comunità di Broke Jaw Ranch. Dopo la morte di suo padre, diventa un co-leader insieme a Qaletaqa Walker. È considerato il figlio buono, con sentimenti contrastanti sulla filosofia militante del padre infatti è in contrasto anche con suo fratello, Jake è molto più ragionevole e sincero. È anche ben consapevole del comportamento selvaggio di Troy e spesso deve tenerlo in riga. Muore mentre Jake cerca di sparare a Troy per impedirgli di guidare la mandria nel ranch, Nick lo colpisce con il suo fucile e lo fa cadere giù da una collina. Dopo essere caduto viene morso al braccio. Nick gli amputa il braccio, ma alla fine soccombe alla perdita di sangue e muore.
- Vernon Trimbol (stagione 3), interpretato da Hugo Armstrong.
È un uomo che risiede al Broke Jaw Ranch insieme alla moglie Kathy e i figli Mike e Gretchen. Insieme a Jeremiah, Russell e Phil è uno dei fondatori del Ranch.Vernon è un uomo ragionevole, severo e premuroso. Ha molto a cuore la comunità in quanto è uno dei quattro padri fondatori del Ranch. Tuttavia, dopo la morte di molti residenti, inclusa la brutale scomparsa di Phil McCarthy, Vernon decide di partire con la sua famiglia per la loro sicurezza. Tuttavia Troy, scontento della loro partenza, uccide Vernon e la sua famiglia. È stato rivelato che lui e gli altri padri fondatori avevano linciato tre giovani delinquenti nativi americani e avevano coperto il crimine.
- Kathy Trimbol (stagione 3) interpretata da Erica Kreutz.
È residente nella comunità di Broke Jaw Ranch, insieme a suo marito Vernon Trimbol e ai loro figli Mike Trimbol e Gretchen Trimbol. Non si sa nulla della vita di Kathy prima o all'inizio dell'epidemia, tranne che aveva un marito, Vernon, e due figli, Mike e Gretchen.
- Gretchen Trimbol (stagione 3), interpretata da Rae Gray, doppiata da Virginia Brunetti.
È la figlia di Vernon e Kathy e sorella di Mike Trimbol che risiedono al Broke Jaw Ranch.Gretchen è una ragazza gentile, amichevole e amante del divertimento. Invita Alicia a unirsi a lei e ai suoi amici per uscire. Più tardi, il padre di Gretchen, Vernon, prende la decisione di lasciare il ranch con la sua famiglia. Tuttavia, Troy in seguito finisce per uccidere Gretchen e il resto della sua famiglia, scontento che se ne vadano. La sua morte rattrista tutti, inclusa la sua amica Terrance che in seguito tenta di uccidere i Black Hat credendo che siano responsabili della sua morte.
- Mike Trimbol (stagione 3), interpretato da Justin Deeley.
È un residente della comunità di Broke Jaw Ranch, insieme ai suoi genitori Kathy Trimbol e Vernon Trimbol e sua sorella Gretchen Trimbol. Anche Mike fa parte della milizia del ranch.Mike dimostra di non essere in grado di gestire la brutalità a cui ha assistito. Diventa piuttosto timoroso di Walker. Dopo che lui e il suo gruppo sono tornati, Mike scoppia e dice a tutti che moriranno se non lasciano il ranch. Mike e la sua famiglia prendono la decisione di andarsene. Un Troy arrabbiato finisce per uccidere Mike e la sua famiglia per questa decisione.
- Russell Brown (stagione 3) interpretato da Worth Howe.
È un residente della comunità di Broke Jaw Ranch, insieme a sua moglie Martha Brown. Russell è anche uno dei quattro padri fondatori della comunità. È un uomo brutale e probabilmente un razzista. Lui e gli altri padri fondatori avevano ucciso tre giovani delinquenti nativi americani prima dello scoppio e non furono mai puniti per questo. Prestò servizio nella guerra di Corea. Ad un certo punto è stato ricoverato in ospedale e ha incontrato la sua futura moglie, Martha, che lavorava come infermiera. Generalmente sembra essere un marito premuroso infatti quando si sveglia nel cuore della notte e scopre che Martha si è rianimata. Sapendo che non può vivere nell'apocalisse senza di lei, afferra una pistola e spara alla testa sia a Martha rianimata che a se stesso. Entrambi cadono su una lanterna che si rompe e rade al suolo loro e la loro casa.
- Martha Brown (stagione 3) interpretata da Heather Wynters.
È residente nella comunità di Broke Jaw Ranch, insieme a suo marito Russell Brown. All'inizio degli anni '50, Martha lavorava in un ospedale militare a Tokyo. Lì ha incontrato e si è innamorata di Russell, che in seguito ha sposato e si è trasferita negli Stati Uniti meridionali.Dopo qualche tempo lei e suo marito si sono trasferiti nel sud della California, dove hanno vissuto nel Ranch che suo marito ha co-fondato.
- Phil McCarthy (stagione 3) interpretato da Rocky McMurray.
È un residente e uno dei quattro padri fondatori della comunità di Broke Jaw Ranch. Quando Phil viene mostrato per la prima volta, era stato scalpato da Qaletaqa Walker e lasciato a farsi mangiare il cervello dai corvi. Quando la squadra di Troy lo trova, si è dimostrato che è un cervello morto e incapace di pensare correttamente. Sembra essere completamente delirante e fuori di sé, sembra non notare la squadra di Troy davanti a lui e recitare una poesia, mentre spesso balbetta e ripete ciò che aveva appena detto. Madison lo uccide per pietà. Nonostante la sua morte crudele, nessuno al Ranch sembrava particolarmente rattristato. Jake Otto in seguito afferma che sebbene Phil facesse parte del Ranch sin dall'inizio, ammette che non era un brav'uomo. Come gli altri padri fondatori, era un uomo brutale, spietato e razzista anche prima dello scoppio. Lui e gli altri padri fondatori avevano linciato tre giovani delinquenti nativi americani e coperto il crimine.
- Willy (stagione 3) interpretato da Noel Fisher Willy.
È un individuo sadico, brutale e spietato che tenta di giustificare i suoi atti atroci con la scienza. Fa esperimenti in cui i prigionieri vengono giustiziati e cronometrati fino a quando non si rianimano. Ha dimostrato di essere diventato insensibile a questo, dando poca reazione ogni volta che uccide qualcuno. Nonostante il suo atteggiamento compiaciuto, viene ucciso facilmente dai vaganti. Infatti m0entre Luciana e Nick cercano di scappare dall'accampamento militare attraverso le fogne, Nick apre un portello che permette a un'orda di vaganti di entrare. Mentre entrambi tornano di corsa verso il campo, le grida di dolore e il sangue di Luciana riconducono i vaganti verso la milizia. Quest'ultima sente un rumore nel muro e cerca di avvicinarsi. Quando apre la grata, diversi topi si riversano fuori dalla presa d'aria, distraendolo finché un non morto non lo trascina verso la presa d'aria. La sua faccia è morsa e presto viene trascinato nella piccola apertura, dove il suo corpo viene divorato dall'orda.
- Charlene Daley (Stagione 3) interpretata da Lindsay Pulsipher.
Non si sa nulla della vita di Charlene prima o durante l'epidemia, tranne che aveva una madre di nome Pat e un fratello di nome Dax e Jeremiah Otto era il suo padrino. Era anche molto amica di Jake per molto tempo prima dell'apocalisse. Dopo che l'elicottero in cui si trova è stato abbattuto da Qaletaqa e Lee, Charlene, insieme ad Alicia e Jake, sono costrette a viaggiare a piedi.Durante la pattuglia, Charlene viene attaccata da un gruppo di vaganti, anche se riesce a fischiare, allertando il gruppo. Più tardi, Jake e Alicia scoprono il corpo di Charlene e Jake le spara in testa in lacrime per impedire la trasformazione.
- Terrance Shafford (stagione 3) interpretato da Philip Fallon.
In generale, Terrance sembra avere buone intenzioni, tuttavia può essere spericolato e immaturo. Ha dimostrato di andare d'accordo con gli altri ragazzi. Tuttavia, mostra disprezzo quando la Black Hat Reservation si unisce al ranch, credendo di aver causato la morte di Gretchen. Dopo essersi ubriacato, spara a John Hogan al braccio come rappresaglia, che finisce per causare la sua morte quando Lee soffoca e schiaccia la sua trachea per questa azione.
- Klah Jackson (stagione 3) interpretato da Kalani Queypo Klah.
È un individuo un po' presuntuoso e aggressivo quando viene provocato.Si prende sempre cura dei suoi alleati e combatterà chiunque li metta in pericolo. Quando Terrance Shafford spara a uno dei suoi compagni, John Hogan, Klah si unisce immediatamente alla lotta per difendere il suo popolo. Successivamente litiga con Troy e viene pugnalato alla spalla e perde i sensi. Viene ucciso dall'orda inidirizzata da Troy
- Blake Sarno (stagione 3) interpretato da MichaelWilliam Freeman Blake.
Ha iniziato come un sopravvissuto brutale e spietato. Ha continuato a giustiziare le persone per vedere quanto tempo ci sarebbe voluto per trasformarci e ha cercato di giustificarlo dicendo che è per la scienza. Tuttavia, Blake si sarebbe pentito di queste azioni e si è dimostrato un individuo disponibile. Prima della sua morte, esprime rimorso per le sue azioni precedenti, scusandosi per tutte le persone che aveva ucciso.Viene ucciso dall'orda indirizzata da Troy.
- Signora Twomey (stagione 3) interpretata da Jenny Schmidt.
Non si sa nulla della vita della signora Twomey prima o all'inizio dell'epidemia, tranne che era sposata e aveva una figlia di nome Erin.  Viene uccisa dall'orda indirizzata da Troy
- Erin Twomey (stagione 3) interpretata da Ila Marie Alvarez Kamen.
Nonostante la sua giovane età, Erin sembra essere una ragazza piuttosto fredda e cinica. Mentre lei e molti altri residenti guardano bruciare la casa dei Brown, afferma che Russell e Martha sono probabilmente morti in un modo piuttosto privo di emozioni, il che è in contrasto con sua madre, che piange per la loro morte. Viene uccisa dall'orda indirizzata da Troy o muore per soffocamento. Anche se non confermato, è possibile che si sia rianimata e sia stata tra gli infetti sparati dai sopravvissuti fuori dallo schermo dopo aver salvato Alicia.
- Qaletaqa Walker (stagione 3), interpretato da Michael Greyeyes, doppiato da Fabrizio Russotto.
È un membro (e capo) della tribù Hopi, che vive nella Black Hat Reservation in California , situata vicino a Broke Jaw Ranch e San Diego . Walker, e altri membri della tribù, hanno una lunga lite per la terra con i residenti di Broke Jaw Ranch, alcuni membri della tribù sono stati uccisi dalla popolazione di Broke Jaw Ranch principalmente membri della famiglia Otto e sono stati sepolti a Broke Jaw Ranch , compreso il padre di Walker. Qaletaqa ha studiato legge e ha usato le sue conoscenze per tentare di citare in giudizio il ranch e la famiglia Otto, nella speranza di reclamare le terre perdute. Nessuna delle cause ha avuto successo. A causa dei membri della tribù deceduti e della perdita della terra, molti membri della tribù ora odiano i residenti di Broke Jaw Ranch. Quando Walker e Crazy Dog forniscono a Nick fuoco di copertura da una vicina collina, permettendogli di distruggere la diga di Gonzalez. I due assistono alla barca di Madison, Strand e Alicia che viene trascinata nell'alluvione dalla diga distrutta e si rendono conto tristemente che non possono fare nulla per aiutarli. I due partono alla ricerca della loro gente a nord.Lui e Crazy dog partono alla ricerca della loro gente a nord.
- Lee / Crazy Dog (stagione 3), interpretato da Justin Rain, doppiato da Valerio Sacco.
Si sa molto poco della vita di Crazy Dog prima dello scoppio. Si può presumere che sia nato nella riserva del cappello nero , o almeno avesse qualche legame con la tribù poiché è di origine nativa americana ed è associato alla tribù del cappello nero dopo la caduta .Ad un certo punto dopo lo scoppio, si vede che Crazy Dog si è unito alla tribù dei Black Hat. Fa parte del gruppo che cattura Madison e Troy (insieme ad altri membri della Survivalist Organization ) all'avamposto durante gli eventi di Burning in Water, Drowning in Flame . Successivamente viene visto durante gli eventi di The Unveiling , dove aiuta a catturare Jake e Alicia quando arrivano alla riserva di Black Hat, oltre a catturare Ofelia quando torna con Jake.Durante Children of Wrath , accompagna Qaletaqa Walker quando va a negoziare con Madison per la pace tra i residenti di Broke Jaw Ranch e la riserva.
- Dante Esquivel (stagione 3) interpretato da Jason Manuel Olazabal.
È l'ex leader della comunità di Gonzalez Dam ed è stato l'antagonista terziario per la prima metà della terza stagione. Dante è un uomo ingannevole, severo e assetato di potere. Quando è iniziata l'epidemia, ha preso il controllo completo della diga e ha stabilito che non si può prelevare acqua a meno che non gli vengano dati oggetti di valore e chiunque rubi l'acqua venga giustiziato. Non mostra rimorso quando butta le persone giù dalla diga, vedendole come feccia per averlo apparentemente tradito. Non ha scrupoli con la tortura e ordina a Daniel di farlo a Efraín. Fermerà chiunque sia una minaccia al suo potere, ma è rispettoso nei confronti di quelli di rango superiore come Victor Strand (all'inizio) e Daniel Salazar. Quando Dante riconosce Daniel come un ex agente, diventa un fidato alleato per lui. Questo si rivelerebbe un errore fatale quando Daniel tradisce e uccide Dante.
- Efrain Morales (stagione 3), interpretato da Jesse Borrego, doppiato da Alessandro Budroni.
È una specie di sacerdote ed ex cantante che soccorre Daniel per le strade. È un uomo divertente, disponibile, generoso, gentile e umile. Dopo che Dante ha rilevato la diga di Gonzalez, Efraín è andato in giro a distribuire acqua ai bisognosi nonostante fosse contro le regole. Ad un certo punto, salva la vita di Daniel e diventa un suo buon amico. Mentre viene torturato, si rifiuta di arrendersi a chi gli sta mandando segretamente dell'acqua ben sapendo che molto probabilmente morirà se non confessa. Gli viene mostrato di cercare di vedere il meglio nelle persone. Mentre Daniel crede che le persone stiano complottando per rovesciarli, Efraín crede semplicemente che abbiano sete. Durante l'acquisizione della diga da parte dei Proctor, Efrain è distratto guardando i suoi documenti e prima che possa fare qualsiasi cosa, viene individuato e ucciso a colpi di arma da fuoco.
- Melvin (stagione 4) interpretato da Kevin Zegers.
È il capo degli Avvoltoi e il fratello di Ennis. Ha servito come principale antagonista per la prima metà della quarta stagione. Ha dimostrato di essere un individuo leggermente carismatico e presuntuoso. Quando incontra Madison per la prima volta, a Melvin viene suggerito di essere un killer a sangue freddo che farà quello che serve a lui e alla sua gente per sopravvivere, e non sembra essere infastidito quando dice a Madison che lui e gli Avvoltoi possono semplicemente aspettare Madison e tutta la sua gente deve morire in modo che possano prendere il controllo dello stadio, nonostante questo, offre a Madison la possibilità di unirsi a loro, cosa che lei rifiuta. Dimostra la sua natura premurosa nei confronti di Charlie e dalla conversazione con Madison riguardo alle tragedie del suo precedente accordo, Melvin sembra avere un lato più tenero nei suoi confronti. Dopo la morte di Nick, offre ad Alicia le sue apparentemente sincere condoglianze nonostante il fatto che Nick abbia ucciso suo fratello. Perde la calma solo dopo che Alicia lo ha preso in giro per la morte di Ennis. Nonostante le motivazioni del suo gruppo, si dice che Melvin abbia effettivamente una certa moralità nei suoi confronti a differenza di Ennis. Quando Ennis pianificò di attaccare lo stadio con un branco di centinaia di camminatori imbevuti d'olio, Melvin discusse con Ennis e abbandonò gli Avvoltoi sul piano. Dopo essere stato salvato dai residenti dello stadio, Melvin è arrivato al punto di avvertire Madison dell'imminente attacco e di esortarla a fuggire per sopravvivere prima che arrivi l'attacco. A questo punto, Melvin cerca di convincere Naomi a partire per la propria sicurezza con lui e Charlie, offrendole sicurezza tra gli Avvoltoi. Ciò indica che alcune delle azioni precedenti di Melvin, come offrire a Madison un hot dog mentre lo stadio stava morendo di fame, non erano solo una provocazione di Melvin, ma un gesto genuino da parte sua. Ha dimostrato di essere una specie di codardo quando è stato sconfitto dal gruppo di Alicia, ha deciso di fuggire piuttosto che mantenere la sua posizione e ha preso in giro Naomi per aver cercato di aiutare ancora John Dorie. Questa si è rivelata la sua rovina in quanto ha dato ad Alicia la possibilità di eliminarlo con un lanciagranate mentre cercava di fuggire. Nei suoi ultimi momenti, uno storpio Melvin ha cercato di ottenere aiuto da Alicia anche dopo tutto quello che era successo, portando alla sua morte. Nonostante la sua apparente codardia, Charlie nota che Mel ha rischiato la vita per salvarla quando lo stadio è caduto piuttosto che correre e salvarsi.
- Edgar (stagione 4) interpretato da Jason Liebrecht.
È un uomo spericolato, aggressivo e arrogante. Quando viene catturato per la prima volta da John Dorie e Morgan, nonostante sia in svantaggio e gli sia stato detto più volte che cercare di reagire sarebbe stata una scelta poco saggia, Edgar cerca comunque la sua pistola, il che gli fa perdere il dito. Ha dimostrato di non avere scrupoli nell'uccidere e partecipa alla lotta contro il gruppo di Aycia fino alla sua morte.Durante lo scontro a fuoco all'ippodromo, Edgar viene colto alla sprovvista da Luciana che spara rapidamente a Edgar al petto con il suo fucile. All'indomani dello scontro a fuoco, un Edgar zombificato viene individuato dal gruppo di Alicia. Alicia lo colpisce in faccia con la sua arma.
- Ennis (stagione 4) interpretato da Evan Gamble.
È un membro di alto rango degli Avvoltoi e il fratello di Melvin. Ennis è anche responsabile della caduta della comunità del Dell Diamond Baseball Stadium. Ennis ha dimostrato di essere un individuo molto ostile e un feroce prepotente, poiché si è divertito a schernire Nick sui cibi che ha appena raccolto e su Charlie. Sembra che si preoccupi sinceramente per Charlie poiché viene spesso visto prendersi cura di lei e giocare con lei. Dopo essere stato fermato senza successo da Morgan, Nick attacca Ennis con un martello. I due vengono alle mani, con Ennis che sta quasi prendendo il sopravvento prima di essere spinto sulle corna di cervo da Nick. Mentre un Ennis zombificato emerge dal silo, Alicia lo colpisce alla testa con il suo sudario e lo accoltella. La reazione di Charlie alla sua morte, sparando al suo assassino, mostra che Ennis è stato così gentile con lei da convincere Charlie a formare un vero attaccamento per lui.
- Wendell Rabinowitz (ricorrente: stagioni 4-5; regolare: stagione 6-7) interpretato da Daryl Mitchell.
Dopo il loro incontro con Morgan Jones, entrambi cambiano i loro modi egoistici e decidono di aiutare i bisognosi. Era un membro del gruppo di Morgan fino a quando la carovana non fu divisa con la forza e reinsediata nei vari insediamenti della Virginia. Dopo il lancio delle testate nucleari da parte di Teddy, Wendell fu separato da Sarah e alla fine fu salvato da Victor Strand che gli concesse la residenza nella sua Torre.
- Tess (stagione 5-6) interpretata da Peggy Schott.
Dall'inizio dell'epidemia, Tess e suo figlio non avevano lasciato la loro casa, con suo marito Ben che usciva sempre. Per la loro sicurezza, aveva anche installato delle mine antiuomo intorno alla casa in modo che nulla potesse avvicinarsi. Tuttavia, dopo la sua morte, Tess e suo figlio finiscono per rimanere intrappolati in casa perché non sanno dove siano le mine antiuomo, avendo bisogno dell'aiuto del gruppo di Morgan. Tess inizialmente nega la morte di Ben e crede che tornerà. Tuttavia, alla fine accetta che sia morto e finalmente trova il coraggio di uscire di casa e aiutare con successo Morgan a scendere da una mina. Dopo questo, Tess diventa un membro del gruppo di Morgan, aiutando in ogni modo possibile. Il destino di Tess rimane sconosciuto da quando è stato integrato nella rete di comunità della Virginia, e in particolare dopo che le testate lanciate dal culto del giorno del giudizio hanno causato gravi distruzioni in tutto lo stato del Texas.
- Isabelle (stagioni 5-7) interpretata da Sydney Lemmon.
È un ex soldato e pilota della Civic Republic Military e la fidanzata di Althea.  Isabelle è inizialmente fredda e aggressiva con Althea. Ha dimostrato di essere fedele ai militari della Repubblica Civica e ai loro obiettivi. Tuttavia, nel tempo inizia ad aprirsi di più con Al.Le due sono costrete a lavorare insieme, come quando i due scalano una montagna. Alla fine accetta di essere intervistata da Althea. Sebbene affermi che potrebbe dover uccidere Al, alla fine non va fino in fondo e la lascia. Prima che si separino, Isabelle rivela quanto tiene ad Al, affermando che è la cosa più carina che ha visto nell'apocalisse prima di baciarla. Sebbene le due si separino, viene rivelato che Althea ha intercettato Isabelle e comunicano sui loro walkie-talkie. Alla fine Al invia le coordinate a Isabelle su dove andare a prendere i suoi amici. Poco prima che le bombe nucleari di Teddy esplodano, Isabelle riesce a salvare il gruppo appena in tempo e li porta in salvo. Tuttavia, così facendo ha sacrificato la sua alleanza con il CRM e iniziano a darle la caccia. Isabelle scappa e si nasconde nella sua capanna. Al la trova e decide che vuole stare con lei anche se questo significa essere costantemente in fuga, mostrando quanto siano diventate intime.
- Virginia (stagioni 5-6) interpretata da Colby Minifie, doppiata da Virginia Brunetti.
È l'ex leader dei Pioneers, così come il loro quartier generale a Lawton, in Oklahoma, ed è la madre di Dakota. In seguito alla rivelazione delle sue azioni, viene giustiziata da June Dorie per vendetta per l'omicidio di suo marito da parte di Dakota. È stata l'antagonista principale per la seconda metà della quinta stagione e la prima metà della sesta stagione. È la leader intelligente, astuta, manipolatrice e spietata dei Pionieri. Virginia può essere descritta come un estremista ben intenzionato. Ricorre spesso a metodi omicidi e brutali per ottenere ciò che vuole, inclusa la tortura. Fa uccidere l'intero equipaggio di Logan e assume un cacciatore di taglie per uccidere Morgan. Tuttavia, sembra tenere molto alla sua comunità, in particolare a sua figlia, Dakota. Ha affermato che le sue azioni sono state fatte per aiutare a mantenere tutti in vita. Nel tempo, Virginia ha dimostrato di diventare sempre più sconvolta e disperata quando sorgono minacce, come Doomsday Cult e Morgan. Quando Dakota è con il gruppo di Morgan, minaccia di uccidere Grace se Dakota non viene restituita. Quando viene rivelato che Virginia stava coprendo l'omicidio di Cameron da parte di Dakota, molti dei suoi ranger la tradiscono. Dopo essere stata catturata, si mostra sinceramente colpita dalla comunità di Morgan. All'inizio, Virginia viene bandita con sua figlia Dakota e le viene permesso di andarsene. Infuriata per l'omicidio di suo marito e incolpando Virginia come motivo della morte di John, June le spara alla testa con la stessa pistola con cui Dakota ha ucciso John, uccidendo Virginia.
- Annie (stagione 5-6) interpretata da Bailey Gavulic.
È un'ex residente di Camp Cackleberry, insieme ai suoi fratelli Max e Dylan. Dopo la morte dei genitori, Annie e diversi bambini orfani hanno scelto di rimanere nella zona, non potendo andare avanti. Dopo la fuga dall'area irradiata, si unì e divenne un membro del gruppo di Morgan fino a quando la carovana fu divisa con la forza e reinsediata nei vari insediamenti della Virginia. Il destino di Annie rimane sconosciuto da quando è stata integrata nella rete di comunità della Virginia, e in particolare dopo che le testate lanciate dal culto del giorno del giudizio hanno causato gravi distruzioni in tutto lo stato del Texas.
- Max (stagioni 5-6) interpretato da Ethan Suess.
È un ragazzo coraggioso, sarcastico e premuroso. Nonostante la sua età, è un abile sopravvissuto abituato a compiti difficili come cacciare e uccidere vaganti. Si prende molto cura dei suoi fratelli e si qualunque cosa accada. È anche una specie di mentore nei confronti di Dylan, aiutandolo a sparare a un cervo. Sebbene non sia freddo e testardo come sua sorella, Annie, non è nemmeno fiducioso come Dylan. Max ha dimostrato di essere collaborativo, aiutando nella costruzione dell'aereo. Alla fine, dopo che Alicia ha salvato il suo gruppo, si unisce al gruppo di Morgan con il resto dei ragazzi. Il destino di Max rimane sconosciuto da quando è stato integrato nella rete di comunità della Virginia, e in particolare dopo che le testate lanciate dal culto del giorno del giudizio hanno causato gravi distruzioni in tutto lo stato del Texas.
- Dylan (stagioni 5-6) interpretato da Cooper Dodson.
È un sopravvissuto coraggioso e capace nonostante la sua età, ed è un ragazzo molto ottimista e premuroso. Sebbene sia piuttosto giovane, gli è stato insegnato come sopravvivere e sembra essere insensibile al mondo che lo circonda. Rispetto a sua sorella, Annie, che è una persona molto diffidente e fredda, Dylan è più aperto e crede che il gruppo di Morgan sia composto da brave persone. È sempre pronto ad aiutare in qualsiasi situazione e va d'accordo con tutti i membri del gruppo. Spesso non è d'accordo con la testardaggine di Annie e cerca di convincerla a lasciare le terre radioattive, anche se lei crede che sia troppo pericoloso. Alla fine, tuttavia, Annie cede e Dylan e il suo gruppo si uniscono al gruppo di Morgan.
- Jason Riley (stagioni 5-6) interpretato da Nick Stahl, doppiato da Andrea Lavagnino.
Prima dello scoppio, era un membro dell'equipaggio della USS Pennsylvania , in servizio come ufficiale delle armi. In seguito divenne un membro di alto rango di un culto del giorno del giudizio, servendo come braccio destro di Teddy e secondo in comando del culto. Ha servito come antagonista secondario per la seconda metà della sesta stagione. Riley inizialmente era un uomo senza fronzoli, severo, ma di buon cuore.  Sarebbe anche diventato un padre, cosa di cui all'inizio è cinico. Tuttavia, quando si verifica l'epidemia e assiste alla morte della maggior parte dei suoi compagni di squadra, si apre, rendendosi conto che la famiglia è tutto ciò che gli resta. Quando è costretto a decidere se sparare un missile a Chicago, si rifiuta di sparare sul proprio paese e di uccidere il proprio figlio. Sfortunatamente, la tragedia colpirebbe quando sua moglie e suo figlio vengono divorati dai vaganti, cosa che è costretto a sentire durante una telefonata. Diventa depresso e quasi si suicida, ma viene fermato da Teddy. Riley avrebbe continuato a unirsi al culto del giorno del giudizio di Teddy, molto probabilmente perché gli dava un nuovo senso dello scopo. Entro la sesta stagione, è un membro completamente fedele ed è diventato il braccio destro di Teddy. È un appassionato sostenitore della loro causa nell'iniziare un nuovo inizio. Ha dimostrato di aver perso la sua umanità e molto probabilmente la sua sanità mentale ed è ora più che disposto a lanciare il missile che in precedenza aveva rifiutato. Si è dimostrato sadico e astuto, mentre inganna il gruppo facendogli credere che sarebbero stati portati in un bunker sicuro, quando in realtà venivano guidati per avere una visione privilegiata di quando i missili hanno colpito.Mentre Riley tenta di caricare Daniel Salazar e prendere la sua pistola, Charlie gli spara alla schiena per salvare Daniel, ferendo mortalmente Riley. Successivamente soccombe alla ferita e viene lasciato trasformare.
- Rollie (stagioni 5-6) interpretato da Cory Hart.
Ha dimostrato di essere un individuo moralmente ambiguo la cui lealtà cambia a seconda di ciò che crede sarà meglio per se stesso. All'inizio è un membro dell'equipaggio di Logan,quando incontra Dwight per la prima volta lo prende come prigioniero per ottenere informazioni, bruciando persino le lettere di Sherry. Dwight riesce a sottomettere Rollie, ma viene lasciato andare. Dopo la morte del suo gruppo, Rollie si unisce agli Outcasts e sembra essere diventato una persona migliore. Diventa un fidato alleato del gruppo, tuttavia, dopo aver visto come tutti si rivoltavano l'un l'altro alla diga, Rollie ha perso la fiducia negli altri. Si è unito al culto del giorno del giudizio diventando una spia. È stato rivelato che avrebbe portato il gruppo in un punto in cui sarebbero stati uccisi dalle bombe nucleari, mostrando il suo lato sadico e astuto. Non mostra alcun rimorso per i suoi vecchi alleati. Daniel lo capisce e uccide Rollie, esponendolo per quello che è veramente.
- Derek (stagioni 5-6) interpretato da Chinaza Uche.
Attraverso le loro interazioni, viene mostrato che Derek e Wes hanno una stretta relazione tra fratelli. Quando i due si riuniscono, sono entusiasti di vedersi e abbracciarsi. Wes, credendo che Derek fosse la stessa brava persona che era l'ultima volta che l'aveva visto, non aveva alcun sospetto su di lui. Tuttavia, è stato rivelato che Derek aveva coordinato gli attacchi a Tank Town e altri insediamenti. Derek ha dimostrato di essere completamente fedele a Teddy e al culto del giorno del giudizioe la loro causa per un nuovo inizio. Nonostante ciò, Wes crede che ci sia ancora del buono in Derek e lo invita a unirsi al gruppo di Morgan. Tuttavia, Derek invece tradisce Wes e il suo gruppo svendendoli. Derek sembra ancora prendersi cura di Wes e cerca di renderlo un credente del culto. Prima di uccidere Derek in una rissa, Wes afferma di credere che Derek sia morto dentro. Non è noto se Derek sapesse che Wes era a Tank Town e ha comunque ordinato l'attacco poiché Derek si rifiuta di dargli una risposta definitiva e Sage viene ucciso prima che possa rivelare qualcosa che avrebbe potuto sapere al riguardo.
- Samuels (stagione 6) interpretata da Bobbie Grazia.
Rispetto a molti dei suoi compagni ranger, Samuels non sembra essere condiscendente e in molti punti è piuttosto amichevole con i membri del gruppo di Morgan. Sembra temere Virginia, poiché quando Dakota scompare inizia a innervosirsi per ciò che Virginia farebbe a lei e Strand. Bobbie Grace ha rivelato di essere diventata una ranger solo perché Virginia ha promesso di aiutarla a trovare suo fratello.
- Theodore Maddox (stagione 6-7) interpretato da John Glover.
È il leader di un culto del giorno del giudizio senza nome ed è stato l'antagonista principale per la seconda metà della sesta stagione. Sebbene pazzo, Teddy è un individuo molto intelligente e carismatico. Mantiene l'immagine di un saggio filosofo per i suoi coetanei e molto raramente si rompe sotto pressione, in parte a causa del suo distacco dalla vita. Mantiene anche un'indole amichevole e persino un po' gioviale, spesso ridendo tra sé per le rivelazioni sul mondo. Usa il suo altissimo carisma per portare le persone dalla sua parte. È altamente manipolatore al punto da convincere i suoi seguaci a dare la vita alla sua causa e preferisce prendere di mira le persone in profondo tumulto emotivo. Nonostante la sua apparente follia, le motivazioni di Teddy sono profondamente filosofiche e non radicate nella follia. Sembra essere un platonico, percependo il mondo in modelli di pensiero e incarnazione. Crede anche che il mondo sia intrinsecamente ciclico, con l'apocalisse che annuncia semplicemente la fine del ciclo. Il piano di Teddy di distruggere quanto più mondo possibile con i missili nucleari è un modo di transizione tra la fine e l'inizio. Dopo l'inizio dell'epidemia, Teddy è riuscito a scappare di prigione a causa di un'epidemia interna e ha riavviato il suo culto. Dopo aver visto il messaggio di Teddy "La fine è l'inizio" dipinto a spruzzo ovunque, John Dorie Sr. ha controllato la prigione, sperando di trovare il cadavere in decomposizione di Teddy. Invece, ha trovato la porta della cella di Teddy aperta e la sua nemesi scomparsa.Dopo che le è stato rivelato che Teddy la stava solo usando, Dakota infuriata gli spara al petto e alla testa uccidendolo.
- Morgan (stagioni 6-8) interpretata da Avaya White (stagioni 6-7) e da Zoey Merchant (stagione 8), doppiata da Sofia Fronzi (stagione 8).
È la figlia di Rachel e Isaac, dopo la loro morte è stata adottata da Morgan e Grace ed è rimasta sotto le loro cure per diversi mesi fino a quando è stata rapita. Tuttavia, questo cambia dopo che Mo viene presa da PADRE, dove diventa una bambina a cui è stato fatto il lavaggio del cervello addestrata a combattere. Come gli altri ragazzi di PADRE, crede che i suoi genitori l'abbiano abbandonata ed è completamente fedele a PADRE. Alla fine scopre Madison in una cella, che la porta via da PADRE e incontra i suoi veri genitori. Da quel momento in poi, Mo diventa sospettoso di PADRE e alla fine scopre che PADRE ha mentito a tutti loro, diventa determinata a scoprire la verità su PADRE e invita gli altri ragazzi a unirsi a lei. Mo si avvicina a Morgan e Grace e si sente abbastanza a suo agio con loro da riferirsi a loro come ai suoi veri genitori. Dopo che Grace è stata morsa, Mo decide di salvarla e fa tutto il necessario per ottenere il presunto trattamento per i morsi di June. Sfortunatamente Grace muore comunque, causando a Mo un grave dolore per la prima volta. Non volendo più sentirsi così, Mo torna da PADRE, tornando a subire il lavaggio del cervello. Tuttavia, dopo che Morgan arriva a prenderla, Mo alla fine riprende i sensi e decide che dopotutto vuole stare con suo padre. È molto coraggiosa, poiché è disposta a mettersi sulla linea del fuoco se ciò significa ottenere risposte, come sfidare Hawk a spararle per consentire a Madison e agli altri di recuperare alcuni file importanti. Si unirà a suo padre per tornare ad Alexandria e cercare Rick Grimes.
- Sage (stagione 7) interpretato da Giacobbe Kyle Young.
Era un membro di un culto del giorno del giudizio. Dopo essere stato scelto da Teddy come uno dei suoi sopravvissuti per ereditare la Terra, Sage sopravvive all'imminente fallout nucleare in un bunker sotto la guida di Alicia Clark. Quando il bunker fu abbandonato, decise di seguire l'ex secondo in comando di Alicia, Arnold, e divenne un membro degli Stalkers. Sage è un individuo piuttosto timido e incompetente. Nella sua prima apparizione, viene immediatamente catturato da Josiah e Sarah. Si è dimostrato un po' 'ignorante, poiché racconta a Sarah della presunta morte di Wendell in un modo piuttosto schietto che la fa quasi uccidere. Successivamente, viene nuovamente catturato dopo essere stato facilmente ingannato da Daniel, Wes e Luciana. Nonostante ciò, Sage ha svolto un ruolo importante trovando una testata nucleare disastrosa e portandola ad Arnold. Daniel tiene Sage con la punta di un coltello e inizia a interrogarlo sulla posizione di Ofelia. Tuttavia, quando Sage nega di sapere dove sia Ofelia, Daniel gli taglia la gola, uccidendo Sage nonostante le obiezioni di Wes.
- Finch (stagione 8) interpretato da Gavin Warren.
È un ex residente di PADRE, figlio di Dwight e Sherry, e membro del gruppo di Morgan. Finch ha dimostrato di essere un ragazzo intelligente e coraggioso con un forte legame con suo padre, anche se Finch non sa che Dwight è in realtà suo padre. Nonostante sia malato, rischia la propria vita per aiutare a salvare Dwight e Sherry, usando l'addestramento di Dwight per eliminare un non morto, con grande orgoglio di suo padre. Finch non vede l'ora di informare Padre delle sue azioni in seguito ed è confuso quando Dwight e Sherry rivelano di essere i suoi genitori, ma sembra accettarlo abbastanza rapidamente nonostante il lavaggio del cervello che i bambini di PADRE subiscono contro la famiglia.Per costringere June a trovare una cura per l'infezione, Shrike usa la testa zombificata di Adrian per mordere Finch alla spalla sinistra. Dopo che il trattamento di June ha avuto solo un effetto temporaneo, l'infezione da morso di Finch ritorna e alla fine lo uccide.
- Sam Krennick (stagione 8) intrepretata da Maya Eshet, doppiata da Perla Liberatori.
È la co-leader di PADRE insieme a suo fratello Ben.
- Ben Krennick (stagione 8) interpretato da Daniel Rashid.
Era il co-leader di PADRE insieme a sua sorella Sam. Ha servito come antagonista secondario per la prima metà della stagione 8.
- Diane (stagione 8) interpretata da Jennifer Christa Palmer.
È una donna coraggiosa e resiliente. Dopo che suo figlio è stato rubato da PADRE, Diane si unisce alla resistenza di Daniel per reagire e trovare il suo bambino scomparso. Anche se sono passati anni dall'ultima volta che ha visto suo figlio, Diane si rifiuta di smettere di cercarla.
- Odessa Sanderson (stagione 8) interpretata da Jayla Walton, doppiata da Vittoria Bartolomei.
È una residente di PADRE, la figlia di Ava Sanderson, e più tardi un membro del gruppo di Madison. Ha servito come antagonista terziaria per la prima metà della stagione 8. Poco si sa della vita di Odessa prima o all'inizio dell'epidemia, tranne che aveva una madre e viveva nella regione costiera della Louisiana.
- Hawk (stagione 8) interpretato da Triston Dye.
Come molti dei ragazzi di PADRE, Hawk ha dimostrato di essere un prefetto leale e sottoposto al lavaggio del cervello. Essendo stato addestrato a seguire gli ordini per tutta la vita e portato a credere che i suoi genitori lo abbiano abbandonato, Hawk tenta di fermare chiunque si opponga a PADRE. Tuttavia, quando è costretto a uccidere un'altra persona vivente, Hawk non è in grado di farlo.
- Wilt (stagione 8) interpretato da Carl Palmer.
È il capo di un piccolo gruppo di sopravvissuti in roaming che sta tentando di riprendersi i propri figli dai PADRE con ogni mezzo necessario.

### DaThe Walking Dead
- Rick Grimes (stagione 4), interpretato da Andrew Lincoln, doppiato da Christian Iansante.
È un ex-vice sceriffo della Contea di King. Ora è il leader della comunità di Alexandria.
- Carol Peletier (stagione 4), interpretata da Melissa McBride, doppiata da Michela Alborghetti.
È un ex casalinga che si è adattata al mondo apocalittico. Ora è una forte combattente della comunità del Regno, guidata dal Re Ezekiel.
- Paul Rovia / Jesus (stagione 4), interpretato da Tom Payne, doppiato da Emiliano Coltorti.
È un abitante e reclutatore della comunità di Hilltop, guidata da Maggie Rhee.

## Produzione

### Sviluppo
Nel settembre 2013 la AMC annunciò di essere al lavoro su una serie companion di The Walking Dead che avrebbe seguito personaggi diversi da quelli della serie madre. Nel settembre 2014 la AMC ha ordinato il pilot, scritto da Robert Kirkman e Dave Erickson e diretto da Adam Davidson. I produttori esecutivi sono Kirkman, Erickson, Gale Anne Hurd e David Alpert, con Erickson nel ruolo di showrunner. Nel dicembre 2014 viene confermato che lo spin-off sarà ambientato nello stesso periodo di tempo di The Walking Dead ma in una location diversa; viene rivelato in seguito che la serie sarà ambientata a Los Angeles. Il progetto era inizialmente noto come Cobalt, ma nel marzo 2015 Kirkman annunciò che il titolo ufficiale sarebbe stato Fear the Walking Dead. Il 9 marzo 2015 la AMC ha annunciato di avere ordinato due stagioni della serie. Il 15 aprile 2016 AMC ha rinnovato la serie per una terza stagione, composta da sedici episodi, in onda dal 4 giugno 2017. Nell'aprile 2017, AMC ha rinnovato la serie per una quarta stagione e ha annunciato che Andrew Chambliss e Ian Goldberg assumeranno il ruolo di showrunner al posto di Dave Erickson. Il 28 luglio 2018 la serie viene rinnovata per una quinta stagione, in onda dal 2 giugno 2019. Il 19 luglio 2019, durante in Comic-Con, la serie è stata rinnovata per una sesta stagione. Il 4 dicembre 2020 la serie è stata rinnovata per una settima stagione. Il 10 gennaio 2023 la serie è stata rinnovata per un'ottava e ultima stagione.

### Casting
Nel dicembre 2014 vengono annunciati i quattro principali membri del cast: Cliff Curtis nel ruolo di Sean Cabrera (poi rinominato Travis); Kim Dickens nel ruolo di Nancy Tomkins (diventata in seguito Madison); Frank Dillane come Nick e Alycia Debnam-Carey come Ashley (diventata in seguito Alicia). Nell'aprile e nel maggio 2015 si aggiungono al cast principale Elizabeth Rodriguez e Mercedes Mason.

### Riprese
Le riprese del pilot sono cominciate a inizio 2015 e sono terminate il 6 febbraio dello stesso anno. L'episodio è stato girato a Los Angeles, mentre gli episodi successivi sono girati a Vancouver dall'11 maggio 2015. Adam Davidson, regista del pilot, ha diretto anche il secondo e il terzo episodio. La produzione dell'ottava stagione si è trasferita dal Texas a Savannah in Georgia.

## Distribuzione
Negli Stati Uniti la serie ha debuttato su AMC il 23 agosto 2015 e si è conclusa il 19 novembre 2023, dopo un'ottava e ultima stagione divisa in due parti.
Al di fuori degli Stati Uniti la serie è stata trasmessa dai canali AMC Global nelle ventiquattro ore successive alla messa in onda statunitense. In Italia sarebbe dovuta essere trasmessa da Horror Channel a ventiquattr'ore di distanza dalla messa in onda statunitense, ma dal 1º luglio 2015 la rete televisiva non è più disponibile sulla piattaforma Sky e la serie è così slittata al 27 febbraio 2016, trasmessa in prima visione sul canale Paramount Channel. Dal secondo episodio della prima stagione all'ottava stagione la serie è stata trasmessa su MTV dal 17 marzo 2016 al 21 aprile 2024.

## Webserie

### Fear the Walking Dead: Flight 462
Fear the Walking Dead: Flight 462 è una web serie composta da sedici episodi di pochi minuti che ha debuttato negli Stati Uniti il 4 ottobre 2015, in occasione del finale della prima stagione di Fear the Walking Dead, per poi proseguire con un nuovo episodio ogni settimana per tutta la durata della sesta stagione di The Walking Dead. Gli interpreti della webserie sono Brendan Meyer (Jake Powell), Michelle Ang (Alex), Kathleen Gati (hostess Deirdre), Brett Rickaby (Marcus), Lisa Waltz (Suzanne), Sheila Shaw (Connie), Kevin Sizemore (Anthony) e Meegan Holaway (voce della madre di Jake). Due dei personaggi della webserie, Alex (precedentemente noto come Charlie) e Jake, furono introdotti in Fear the Walking Dead nella stagione 2, episodio 3 ("Uroboro").

### Fear the Walking Dead: Passage
Una seconda web serie composta da sedici episodi ha debuttato il 17 ottobre 2016 e gli episodi sono stati resi disponibili online settimanalmente e trasmessi durante la settima stagione di The Walking Dead. La serie web vede protagonista Sierra, una sopravvissuta, che aiuta una donna ferita di nome Gabi ed insieme cercano di trovare un rifugio. La serie è stata scritta da Lauren Signorino e Mike Zunic e diretta da Andrew Bernstein.

### The Althea Tapes
Una terza web serie composta da sei episodi è stata distribuita dal 27 luglio all'8 agosto 2019 su AMC.com e YouTube. La web serie presenta Althea che intervista diversi sopravvissuti.

### Fear the Walking Dead: Dead in the Water
Nel marzo 2021, AMC ha annunciato la serie spin-off digitale Dead in the Water: A Fear the Walking Dead Story, ambientata a bordo dello USS Pennsylvania e "racconta la storia dell'equipaggio di un sottomarino che lotta per la sopravvivenza, tagliato fuori dal mondo di superficie proprio mentre scoppia l'apocalisse, diventando una trappola mortale piena di vaganti a propulsione nucleare senza via d'uscita." La serie vede Nick Stahl nei panni di Jason Riley ed è stata presentata in anteprima su AMC+ il 10 aprile 2022.

## Accoglienza

### Critica
La serie è stata accolta da recensioni miste da parte dalla critica. Sull'aggregatore di recensioni Rotten Tomatoes ha una percentuale di gradimento del 77% basata su 48 recensioni, con un voto medio di 6.5 su 10. Su Metacritic ha un voto di 66 su 100 basato su 33 recensioni.
Matt Fowler di IGN, nella recensione della première, ha scritto che "Fear the Walking Dead mostra il suo potenziale rallentando l'azione per mostrarci una città pronta a patire le pene dell'inferno". Elisabeth Vincentelli del New York Post ha dato ai primi due episodi 3 stelle su 4, scrivendo che: "Sono inquietantemente pieni di suspense - sono un ottimo esempio di come possano essere efficaci un ritmo lento e un'atmosfera lugubre". Anche Ed Ehrbar di The Wrap ha recensito positivamente la serie, scrivendo: "Questo spin-off prende abilmente una tipica famiglia disfunzionale della TV in un mondo che sta per crollare, e la chiave è che il pubblico è molto più consapevole di ciò che sta accadendo di quanto lo siano i personaggi".
Tim Goodman del The Hollywood Reporter ha scritto che "Il primo episodio da 90 minuti e il secondo episodio da un'ora, nonostante non siano davvero noiosi, sono certamente meno magnetici dell'originale". Daniel Fienberg di HitFix, il più critico, definisce la serie "terribile, semplicemente orribile [...] brutta come il peggior episodio di The Walking Dead. Questo non va bene. Sono stato spiazzato dalla generosità con la quale è stata accolta [...] Ho pensato che fosse quasi inguardabile". Melissa Maerz di Entertainment Weekly ha scritto: "Le serie sugli zombie si comportano esse stesse come degli zombi. Una volta che ne vedi una, puoi scommettere che ce ne saranno altre. [...] E in questo momento la AMC si aspetta che i fan si comportino come degli zombie e consumino qualsiasi cosa venga data loro".

### Ascolti
Il primo episodio della serie è stato visto da 10.1 milioni di spettatori, di cui 6.3 milioni nella fascia d'età 18-49, diventando la première più vista di sempre della televisione via cavo.